# 東涌 (香港)

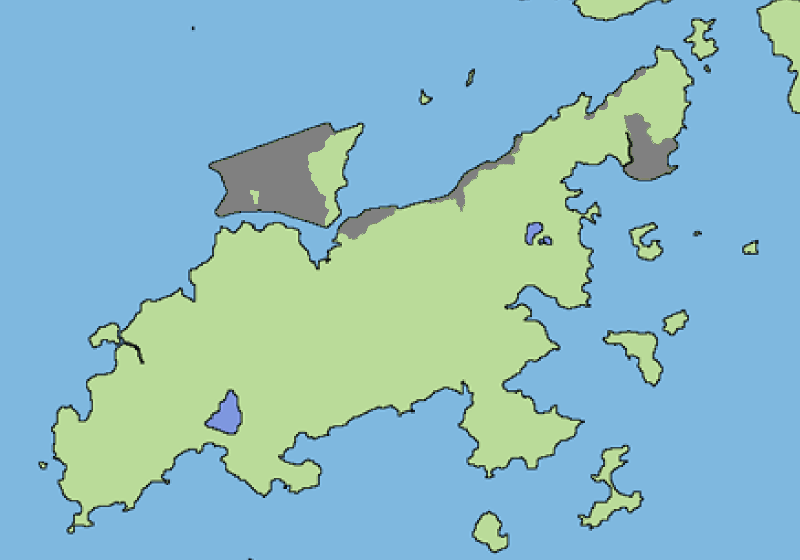
大嶼山及赤鱲角填海範圍

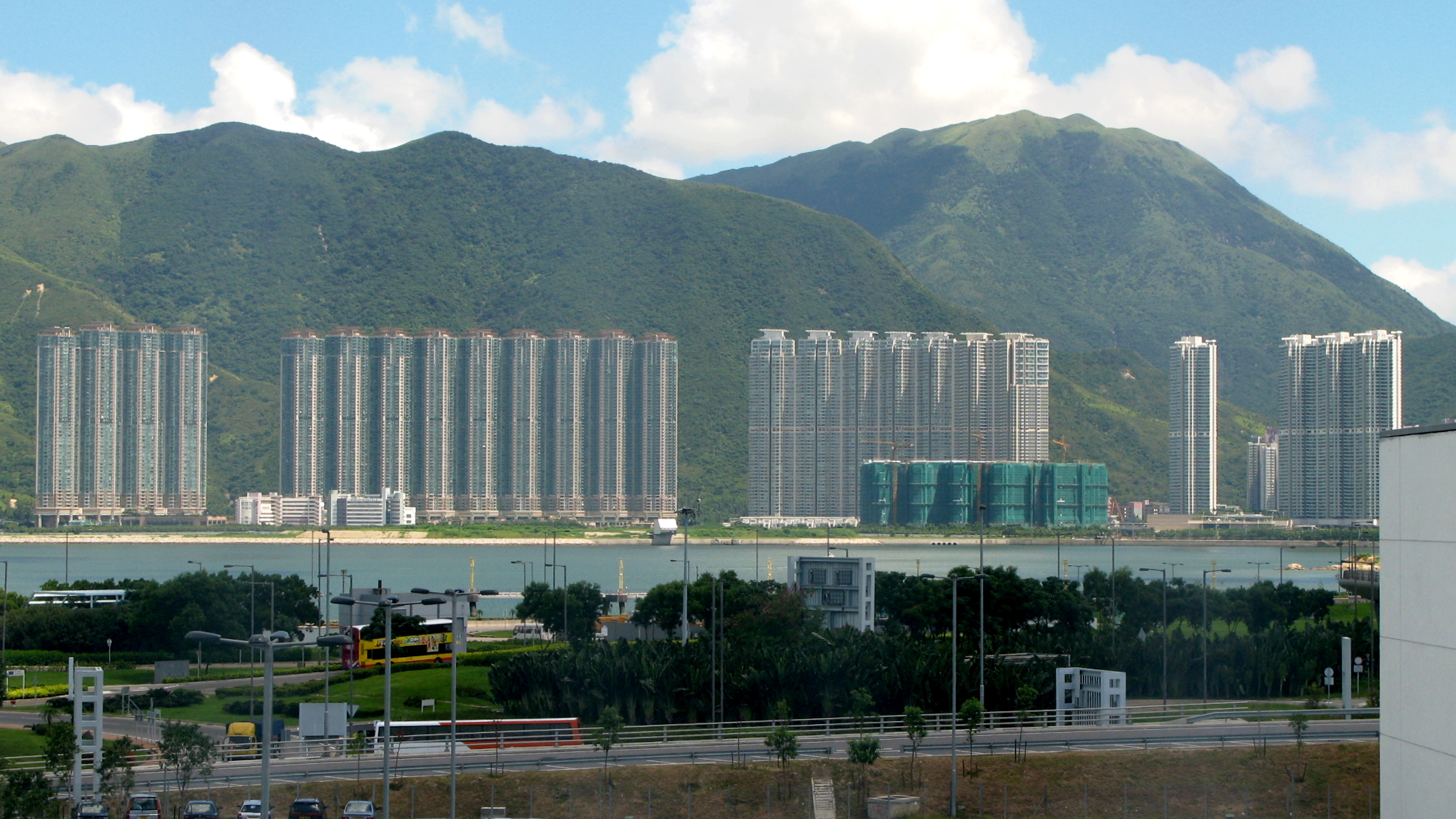
東涌主要私人屋苑（左至右排列）映灣園、藍天海岸及海堤灣畔

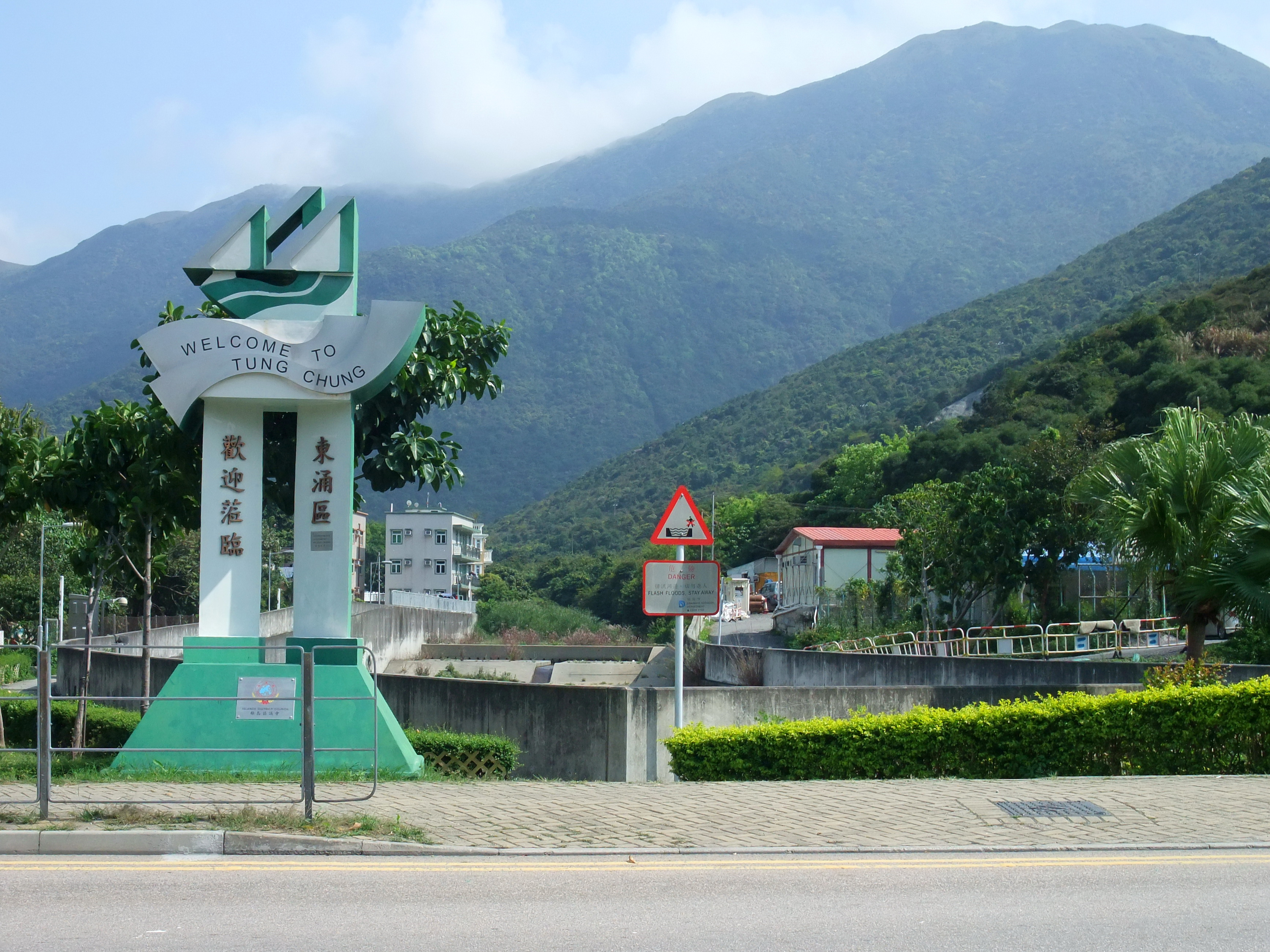
離島區議會豎立的東涌區歡迎地標，地標位於松仁路與東涌道交界

東位於香港新界大嶼山北部，屬於離島區，為東涌新市鎮發展的主要部分，鄰近香港國際機場及港珠澳大橋香港口岸，為香港出入境其中一個樞紐，東涌新市鎮有鐵路和公路連接港島、九龍的市區，新界西的屯門、元朗、以至透過港珠澳大橋連接澳門及珠海。

## 氣候
| 沙螺灣 (1994-2017)  | 沙螺灣 (1994-2017) | 沙螺灣 (1994-2017) | 沙螺灣 (1994-2017) | 沙螺灣 (1994-2017) | 沙螺灣 (1994-2017) | 沙螺灣 (1994-2017) | 沙螺灣 (1994-2017) | 沙螺灣 (1994-2017) | 沙螺灣 (1994-2017) | 沙螺灣 (1994-2017) | 沙螺灣 (1994-2017) | 沙螺灣 (1994-2017) | 沙螺灣 (1994-2017) |
| 月份                | 1月                | 2月                | 3月                | 4月                | 5月                | 6月                | 7月                | 8月                | 9月                | 10月               | 11月               | 12月               | 全年               |
| ------------------- | ------------------ | ------------------ | ------------------ | ------------------ | ------------------ | ------------------ | ------------------ | ------------------ | ------------------ | ------------------ | ------------------ | ------------------ | ------------------ |
| 历史最高温 °C（°F） | 28.8 (83.8)        | 30.1 (86.2)        | 32.6 (90.7)        | 33.6 (92.5)        | 35.3 (95.5)        | 35.3 (95.5)        | 36.2 (97.2)        | 36.7 (98.1)        | 35.0 (95.0)        | 34.4 (93.9)        | 32.7 (90.9)        | 30.8 (87.4)        | 36.7 (98.1)        |
| 平均高温 °C（°F）   | 19.4 (66.9)        | 20.3 (68.5)        | 23.1 (73.6)        | 26.7 (80.1)        | 29.7 (85.5)        | 31.0 (87.8)        | 31.9 (89.4)        | 31.7 (89.1)        | 30.9 (87.6)        | 29.1 (84.4)        | 25.4 (77.7)        | 21.0 (69.8)        | 26.7 (80.1)        |
| 日均气温 °C（°F）   | 15.7 (60.3)        | 16.7 (62.1)        | 19.5 (67.1)        | 23.2 (73.8)        | 26.2 (79.2)        | 27.9 (82.2)        | 28.5 (83.3)        | 28.3 (82.9)        | 27.3 (81.1)        | 25.3 (77.5)        | 21.7 (71.1)        | 17.3 (63.1)        | 23.2 (73.8)        |
| 平均低温 °C（°F）   | 13.1 (55.6)        | 14.2 (57.6)        | 16.8 (62.2)        | 20.6 (69.1)        | 23.7 (74.7)        | 25.7 (78.3)        | 26.0 (78.8)        | 25.7 (78.3)        | 24.9 (76.8)        | 22.8 (73.0)        | 18.9 (66.0)        | 14.5 (58.1)        | 20.6 (69.1)        |
| 历史最低温 °C（°F） | 1.6 (34.9)         | 4.2 (39.6)         | 6.7 (44.1)         | 9.9 (49.8)         | 15.9 (60.6)        | 19.7 (67.5)        | 22.5 (72.5)        | 21.2 (70.2)        | 18.1 (64.6)        | 14.9 (58.8)        | 8.1 (46.6)         | 2.5 (36.5)         | 1.6 (34.9)         |
| 来源：香港天文台    |                    |                    |                    |                    |                    |                    |                    |                    |                    |                    |                    |                    |                    |

## 歷史

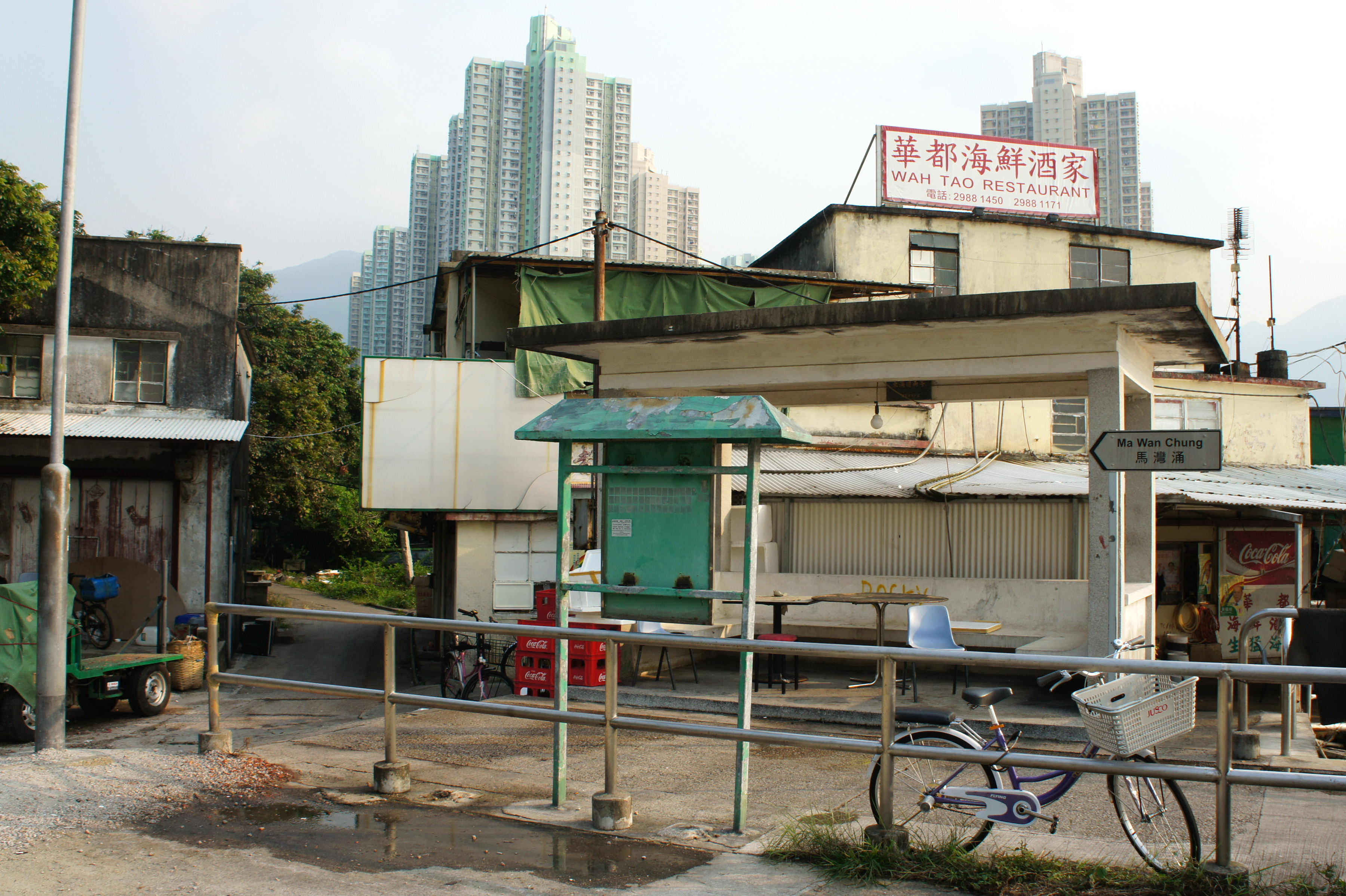
馬灣涌，後方的建築物為逸東邨

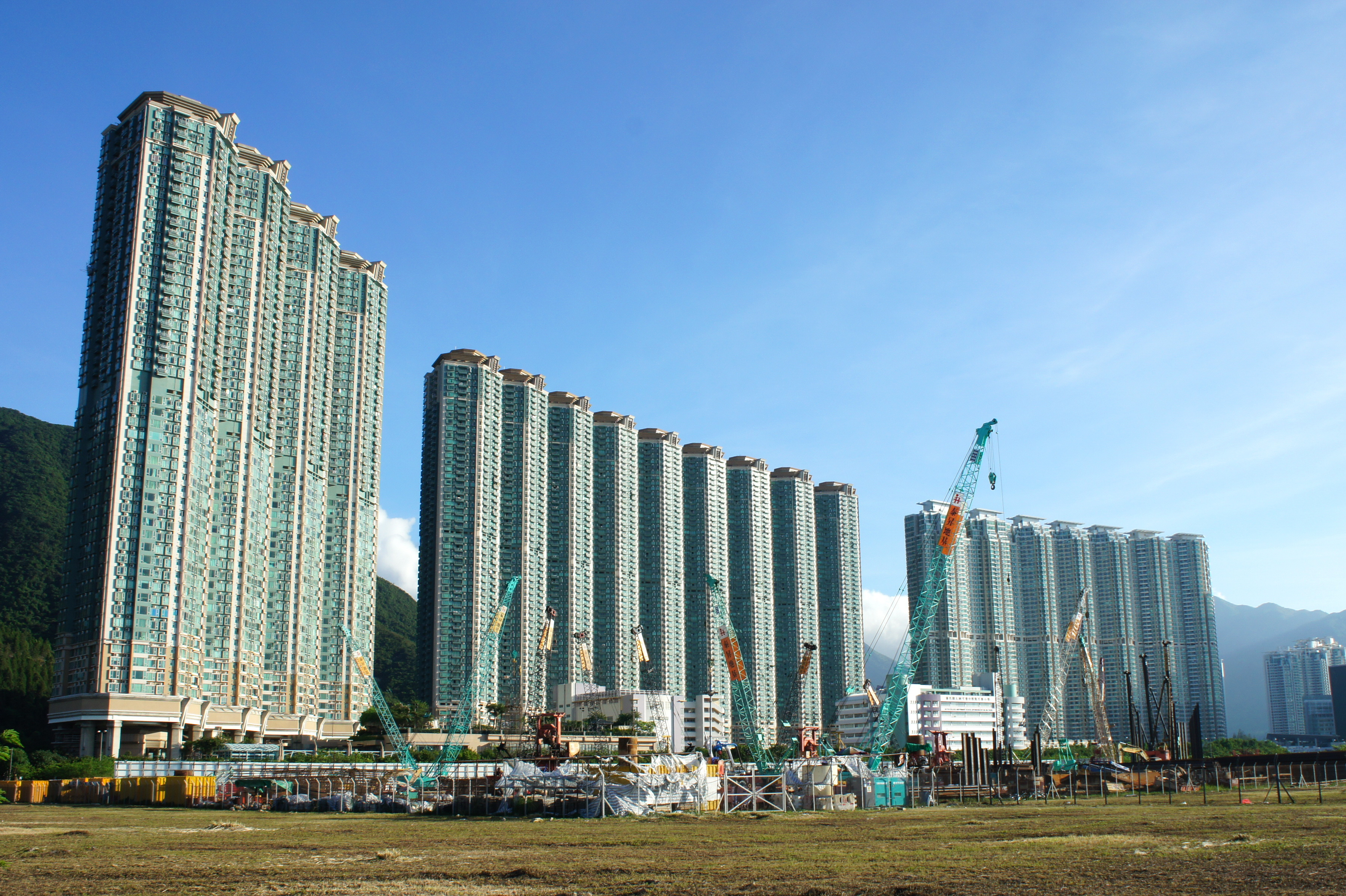
位於映灣園以北的第55B區工地
（於2011年6月攝影）

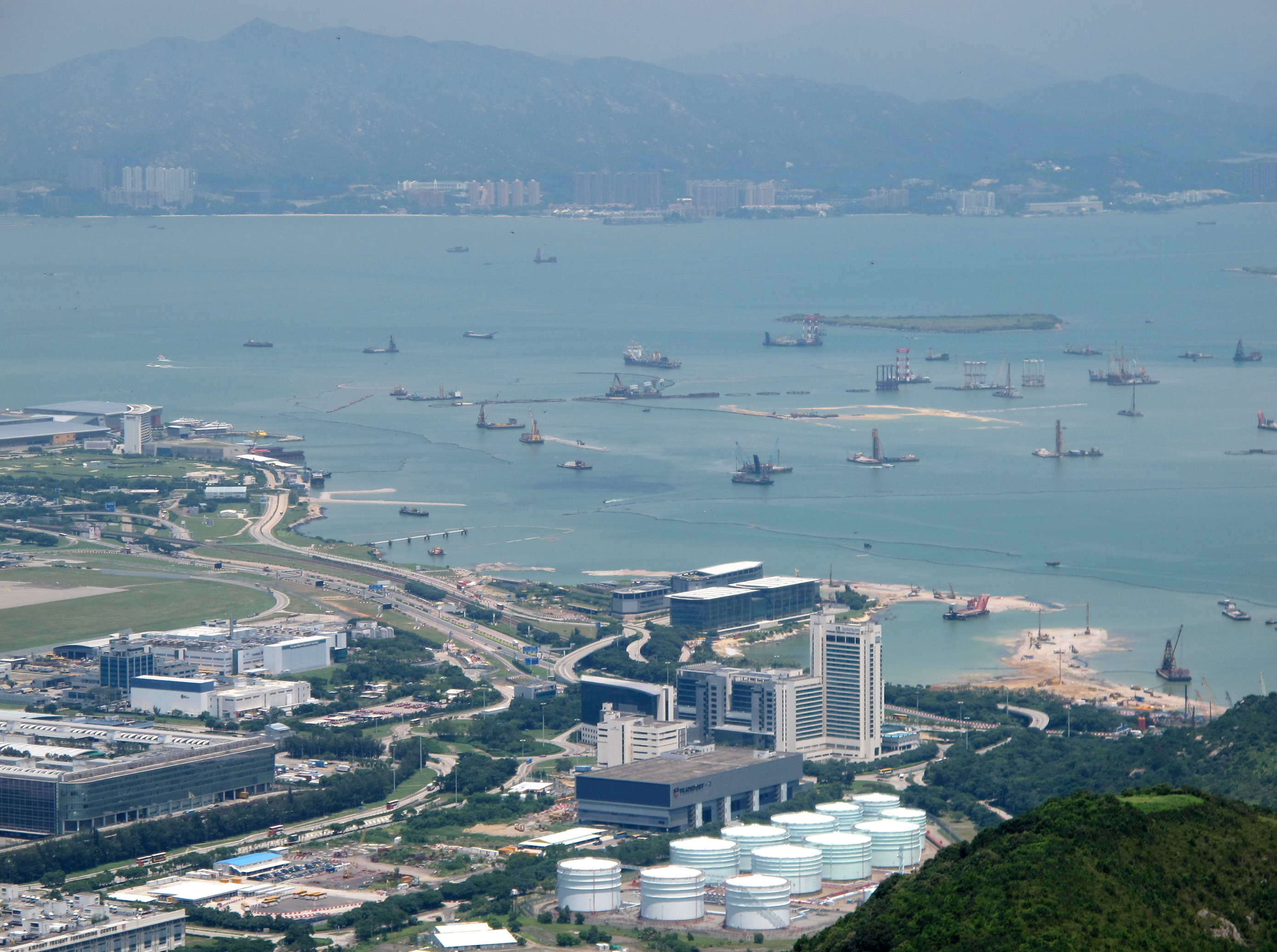
興建中的港珠澳大橋香港口岸人工島（2013年）

東涌原稱東西涌，首見於明萬曆《粤大記》等古籍，因東西兩邊各有一河涌流入海中。清道光《廣東海防匯覽》把「東西涌」分別標記為「東涌口」和「西涌口」兩個地方，最後東邊的鄉鎮發展較好，人們統稱整個地區為「東涌」。自宋朝開始，東涌已有人居住，以捕魚及務農為生。根據方志記載，在清朝嘉慶二十二年，總督蔣攸銛、阮元先後題准於大嶼山東涌口建汛房八間、石獅山腳建炮台兩座，東涌口即今日的東涌。今日的馬灣涌，就是東涌舊墟。
在1970年代前，東涌一直未有大規模的發展，及至1970年代後期，政府建議於赤鱲角興建新機場時，始出現針對東涌和大蠔的發展計劃。在1983年發布的《North Lantau Development Investigation》研究中，北大嶼山沿岸的東涌、大蠔等地已有建設可容納近30萬人口的新市鎮的構想。
1989年制訂的《港口及機場發展策略》，正式決定新機場將在赤鱲角興建，東涌新市鎮的發展亦得到確定。東涌新市鎮的第1期發展計劃納入《香港機場核心計劃》當中，目標乃成為機場的支援社區。1992年完成的《北大嶼山發展研究》則為整個東涌新市鎮的規劃及發展訂定大綱，並建議新市鎮的人口容量為26萬人。
新市鎮發展在原來的東涌墟東北面的填海土地上，以及東涌河下游人工改道後所平整而成的土地。
早期發展
- 2006年9月18日，昂坪纜車系統正式開始營運，來往東涌纜車站至昂坪纜車站只需25分鐘左右。
- 2009年2月，房屋委員會計劃於東涌56區海邊地皮興建4座高47至49層的公共屋邨，可以容納10,300人居住，預計於2015年入伙；同時諮詢離島區議會，受到東涌居民極力反對，理據是香港政府違反對香港市民不興建及關注屏風樓的承諾。[6]房屋委員會分別於2011年6月及8月就新修訂的發展方案兩次諮詢離島區議會。最終房屋委員會按照離島區議會及地區人士意見後，修減原定方案中的4座住宅樓宇高度至41層，低於主水平基準以上140米。有關計劃地基工程於2012年5月啟動，預計於2016年落成，其後命名為迎東邨，提供約3,600個單位，容納9,900人居住。另外設有停車場、休憩用地及街市等各類社區配套設施[7]。
- 2010年位於映灣園以北的第55B區限呎地由南豐集團以34.2億港元奪得，每方呎樓面地價約9000多元。建成後提供1,419伙，由1房約550方呎至5房1,800方呎。另有6伙包括地下花園、空中花園及泳池屋的特色戶，多戶呎價挑戰1萬港元[8]。55B項目於2013年11月1日正式命名為「昇薈」（The Visionary），據發展商公佈，項目設有9座高座高密度住宅，另備有洋房，合共提供1,419伙[9]。

在55B地盤北面臨海的55A區地皮，於2011年6月17日起招標，地盤面積27.3萬方呎，結果由新鴻基地產透過旗下利宙企業以37.7億港元投得，該地皮預期可以興建單位數目達2,020個，並於2014年下半年命名為「東環」（Century Link）。
- 2017年2月17日，行政長官會同行政會議批准東涌東與東涌西的分區計劃大綱草圖[12][13][14]。

## 發展計劃
東涌自配合赤鱲角國際機場發展開始，一直不斷以東涌市中心為核心向外發展，發展目的亦由為在機場工作居民提供住宅轉為發展成高人口密度的新市鎮，高密度住宅和各項社區配套亦相繼落成。

### 機場興建的配套（1994年動工）
為配合機場發展，東涌首期發展的定位為前往香港國際機場工作的人口提供住宅。整個發展計劃於1994年開始動工，公共屋邨富東邨及裕東苑於1997年落成，而私人屋苑東堤灣畔和東薈城則分別於1999年和2000年落成，東涌地鐵站亦建於其中。這個建築群成為現在的東涌市中心。

### 新市鎮發展（1998 - 2003年）
完成機場相關的配套，東涌新市鎮繼續由市中心向外擴展。在1998-2003年間，東涌的發展主要為東涌北的私人屋苑，其中包括映灣園、藍天海岸、影岸·紅及海堤灣畔的高密度私人屋苑和水藍天及海柏名邸則為中低密度私人屋苑，這些私人屋苑均在2003年至2011年起分階段落成；而東涌西亦建有於2001至2004年間入伙的逸東（一）及（二）邨。東涌的東涌市政大樓、東涌北公園、室內滑板場、北大嶼山醫院、東涌游泳池以及更多安老院亦隨著人口上升而陸續落成，惟多數設施均位於私人屋苑林立的東涌北，對位處東涌西部的逸東邨居民仍然不便。。
因應東涌一帶陸續落成和發展的購物、娛樂、遊玩及外遊消閒設施，如東薈城、亞洲國際博覽館、昂坪360、香港迪士尼樂園度假區等，而往返南大嶼山的旅遊人士在青嶼幹線通車後亦大多改為使用東涌出入，令東涌在假日有大量旅客出沒，增加社區負荷。
東薈城於2000年代中期改以名店倉（outlet）形式營運，而富東邨和逸東邨的公共屋邨商場亦被領展收構，在定位問題和缺乏競爭的情況下，加上東涌並無規劃任何公營街市，令物價成為全港最高，居民購買日用品苦不堪言。

### 繼續擴建（2010年代初期至2020年代）
2016至2018年間，高密度住宅昇薈、東環、迎東邨及滿東邨相繼於在東涌北和東涌西落成。2020年起亦有新的酒店（即怡東路的四季喜萊登酒店、機場航天城酒店和東薈城香港銀樾美憬閣精選酒店，三間酒店目前已營運）、居屋裕雅苑（2023年1月亦已入伙）以及亞博館對面的11 SKIES購物娛樂商貿中心將於2024年初全部階段投入營運；另外東涌東發展區填海工程亦於2018年2月5日動工，當中包括港鐵物業購物商住區小蠔灣、而原本東涌西有不少近郊村落（如石榴埔村）的農地和村屋被收地，目前亦已變成公屋、居屋以及私樓地盤，作為東涌西發展一部分。

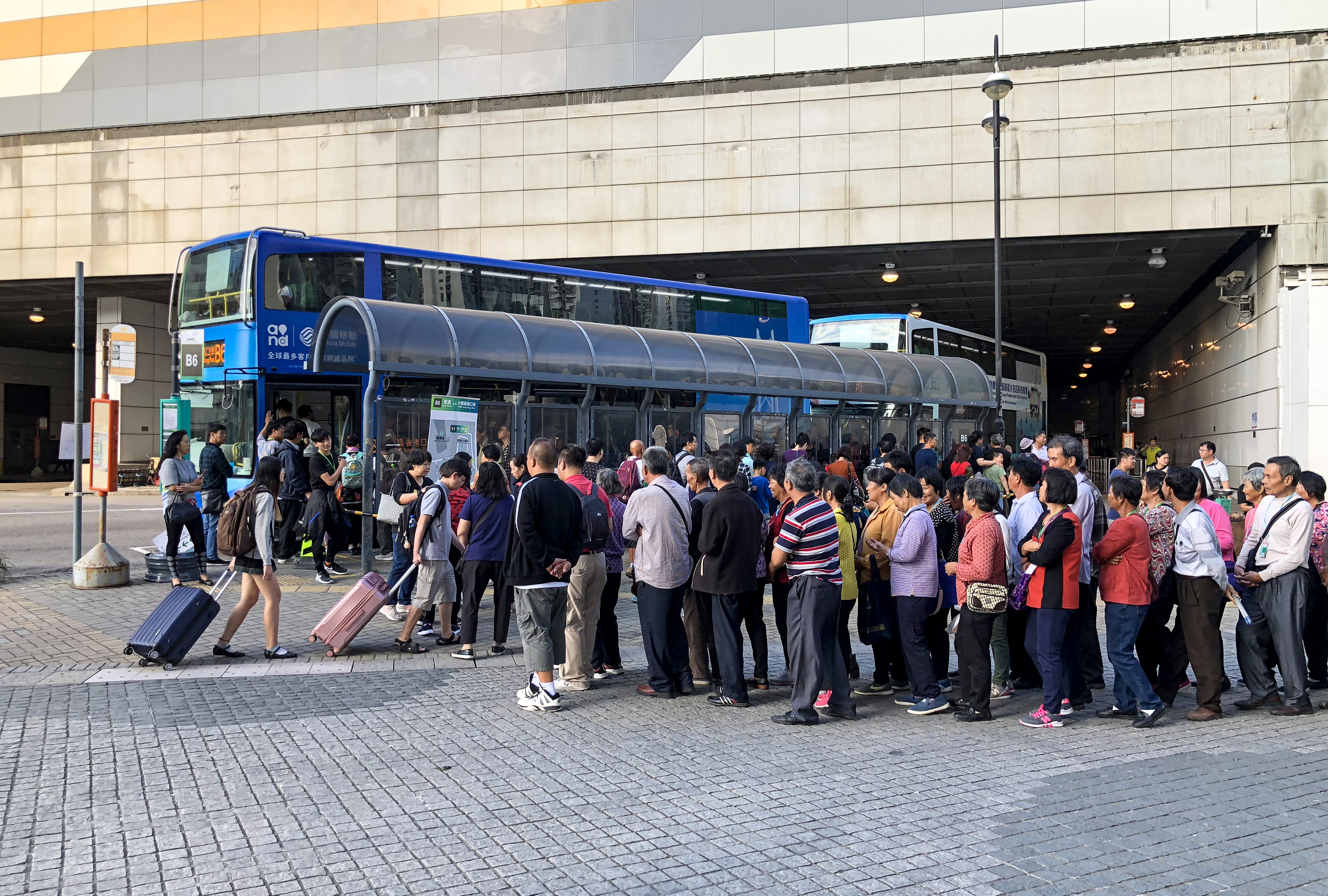
在東涌站外乘坐B6巴士線的人潮（2018年11月4日）

與此同時，港珠澳大橋和屯門至赤鱲角連接路南段的順朗路同步於2018年10月24日啟用，而屯門至赤鱲角連接路北段亦已於2020年12月27日全線通車，現時東涌的對外交通並不局限於使用青嶼幹線。
惟不少東涌居民非常不滿港珠澳大橋和屯赤連接路會大大增加北大嶼山公路的車流量，影響東涌居民日常出入，而更多的旅客和區外人流亦會進一步令東涌市中心的擠擁情況更見惡化。其中中國大陸違法旅行團、黑工導遊問題和旅客集中在東涌市中心一帶的購物中心大肆搶購貨品問題也是地區人士所擔心，此情況甚至被形容為水貨活動蓬勃的上水2·0。後來因為2020年因為COVID-19疫情爆發，來自大陸的旅客無法來港後，此問題才有所改善；直至2023年初再次因政府向大陸和澳門開關，不少大陸遊客再度來東涌購物。
而屯赤通車首日（2020年12月27日）即使當時因COVID-19疫情嚴格防疫政策幾乎沒有大陸和外國旅客，整個東涌區（甚至連非市中心非塞車黑點的東涌北、東涌道）都出現極為嚴重的交通擠塞情況，而且很多東涌食肆商舖更大排長龍，其主要原因包括不少區外人想駕車體驗屯赤新道路、新界西北不少居民希望取道屯赤連接路到東涌/大嶼山以節省時間、聖誕節假期不少區外人喜歡到東薈城購物/遊覽東涌或大嶼山、青嶼幹線毋須再收費等等。

### 拓展填海
2012年6月11日，政府展開東涌新市鎮擴展研究，以期完善東涌的發展規模，應付長遠房屋需求及滿足東涌居民的需要，同時探討港珠澳大橋及第三條跑道給予東涌的發展潛力和機遇，作為香港連接珠三角的商業物流點。擴展研究的公眾參與活動分為三個階段，首階段於2012年6至8月期間舉行，以收集的意見用作制定初步大綱發展圖。
2013年5月21日，東涌擴展研究第二階段公眾諮詢展開，發展局發佈了步發展大綱圖。初步規劃兩個發展方案，俱分別於東涌東部、東涌灣填海120公頃及14公頃，增設東涌東及東涌西兩個地鐵站。預料首期工程最快於2023年落成，整體公私營房屋的比例為6比4，連同已有發展，屆時整個東涌的預計人口將上升至27萬人。在東涌東填海區，兩個發展方案分別為「宜居城市」和「經濟活力」：「宜居城市」方案根據運輸主導發展原則，在東涌東站附近作高密度發展，作為混合住宅及商業用途，預料可以提供約38,000個住宅單位，居住人口約11萬；「經濟活力」方案則有較多的商業發展，預留450,000平方米樓面面積作為辦公室、零售及酒店用途，亦建議興建350個遊艇泊位。此方案可以提供約33,000個住宅單位，居住人口約9.5萬。而東涌西發展區除了在東涌灣作填海，亦會在東涌谷進行發展，整體發展密度會較東涌東為低，務求在發展和保育兩方面爭取平衡。東涌西的發展將可提供1.5萬個住宅單位，容納4.3萬人口。
由於多數市民對東涌灣和東涌河的生態環境的表示關注，2014年8月發佈的建議發展大綱圖取消東涌西的填海建議，而東涌谷的發展密度亦作出調整；但東涌東的發展密度則有所提高，將增建4萬個房屋單位，住宅密度地積比會由最高6倍增至6.5倍。擴展區預留50萬平方米商用樓面面積作辦公室等用途，另有10多萬平方米零售業樓面面積。
東涌新市鎮拓展的環境評估報告於2016年4月8日獲有條件許可，相應的分區計劃大綱草圖於2017年2月17日獲行政長官會同行政會議批准。東涌東的填海工程於2018年2月5日正式展開。

### 擴展區土地發展
2019年2月，房委會獲撥出東涌東填海區兩幅用地，以興建翔東邨及雋東邨，為東涌東首個啟動的住宅發展項目。
2023年10月，政府就東涌第106B區住宅地進行招標，地盤面積約11.5萬平方呎。項目有4間發展商入標，到2023年11月1日地政總署公布因地價標金未達到政府底價流標。
同期，位於擴展區內的港鐵東涌東站上蓋第一期進行首次招標，但沒有任何發展商入標而告流標。經縮小規模後，項目於2024年12月第二次招標，才由南豐集團中標。

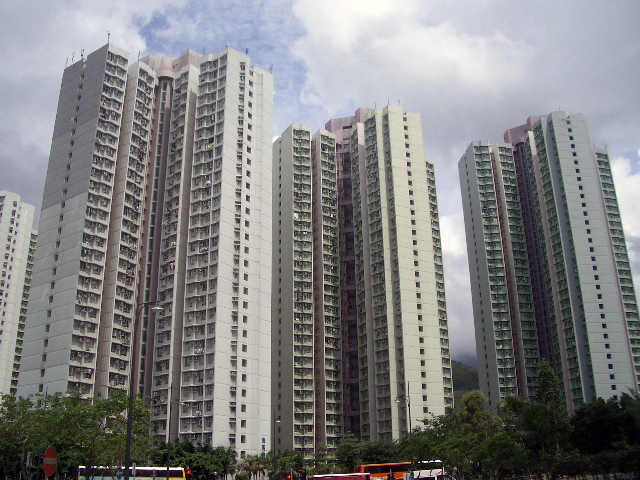
富東邨
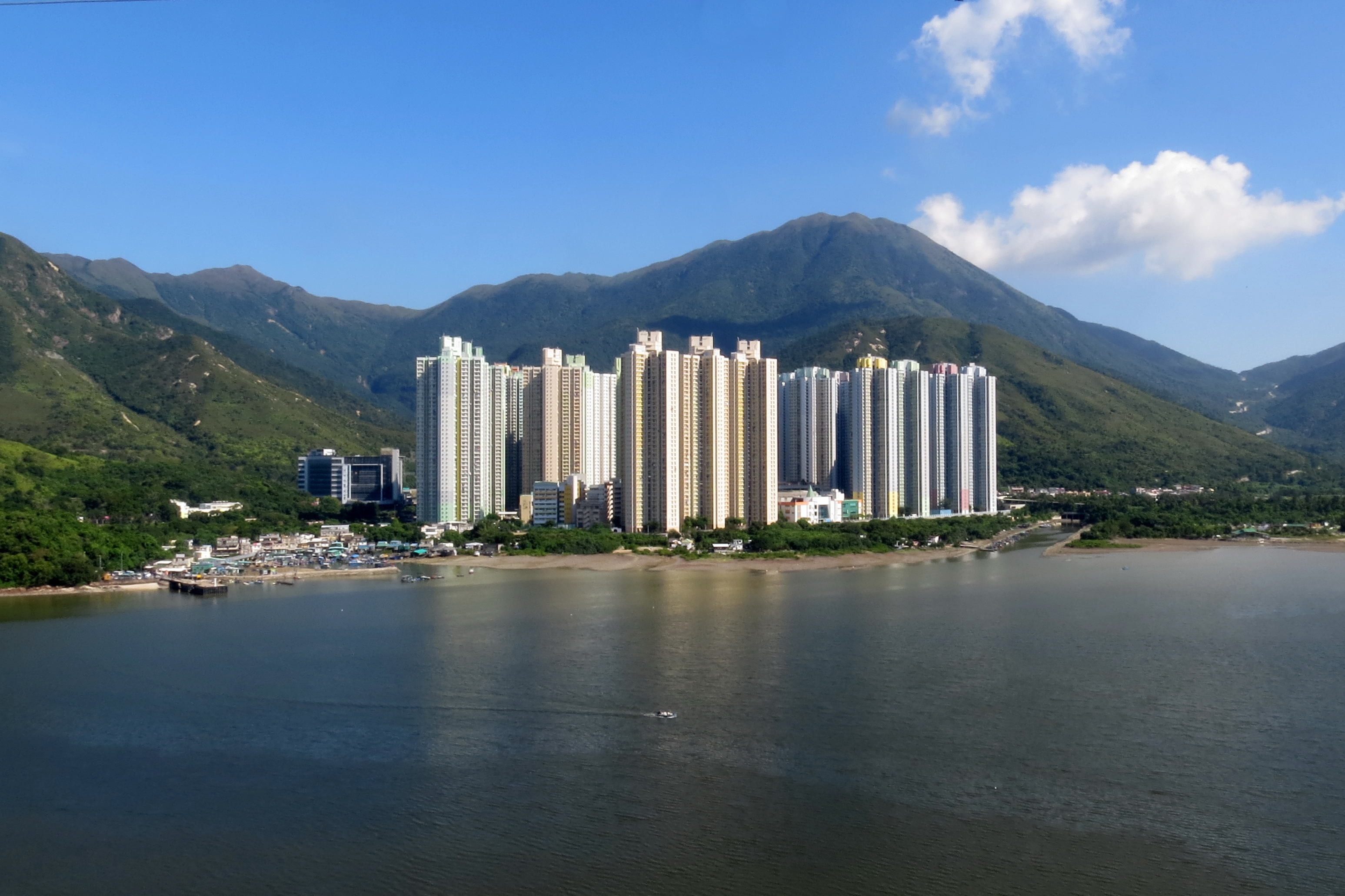
逸東邨
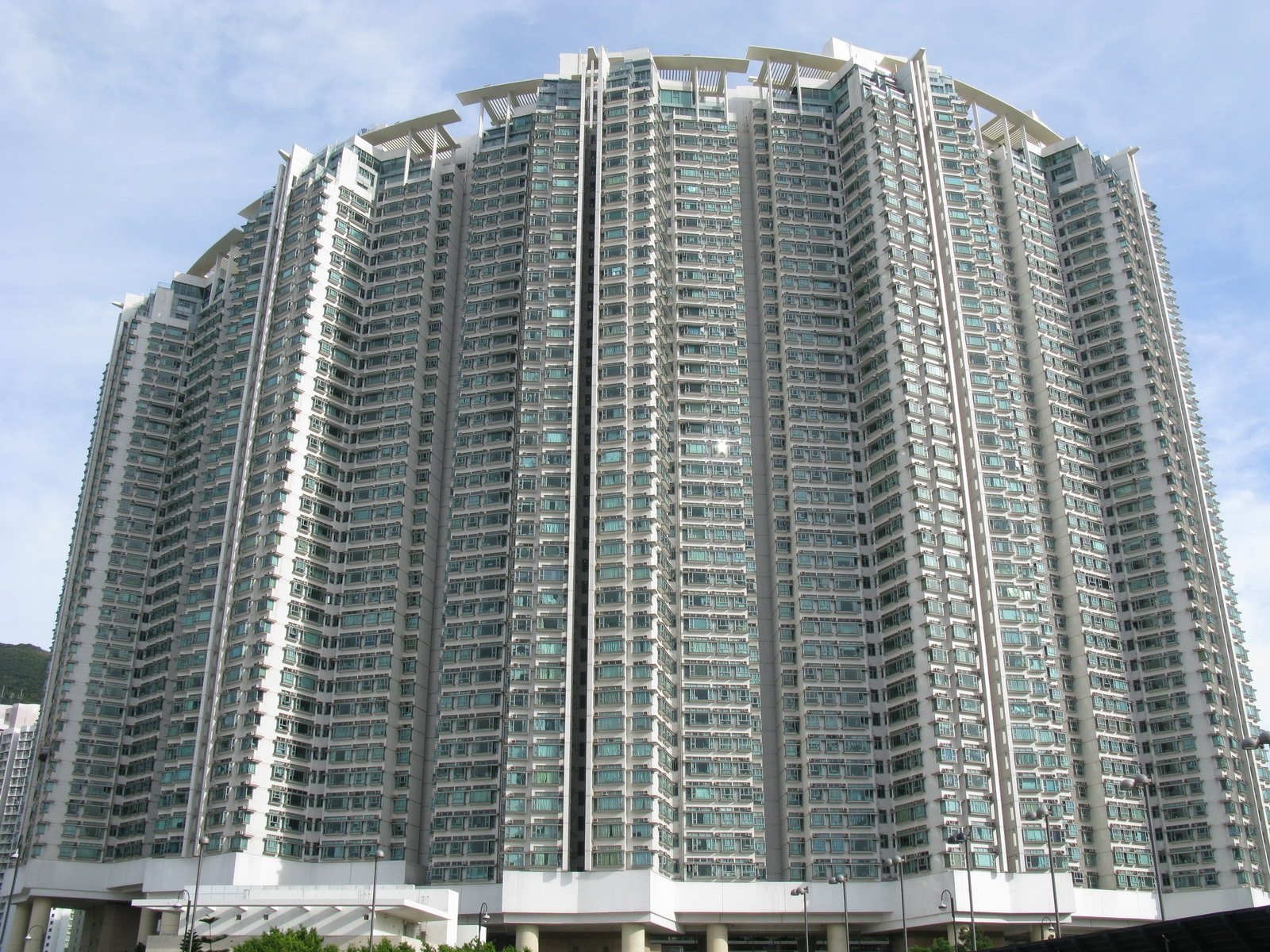
東堤灣畔
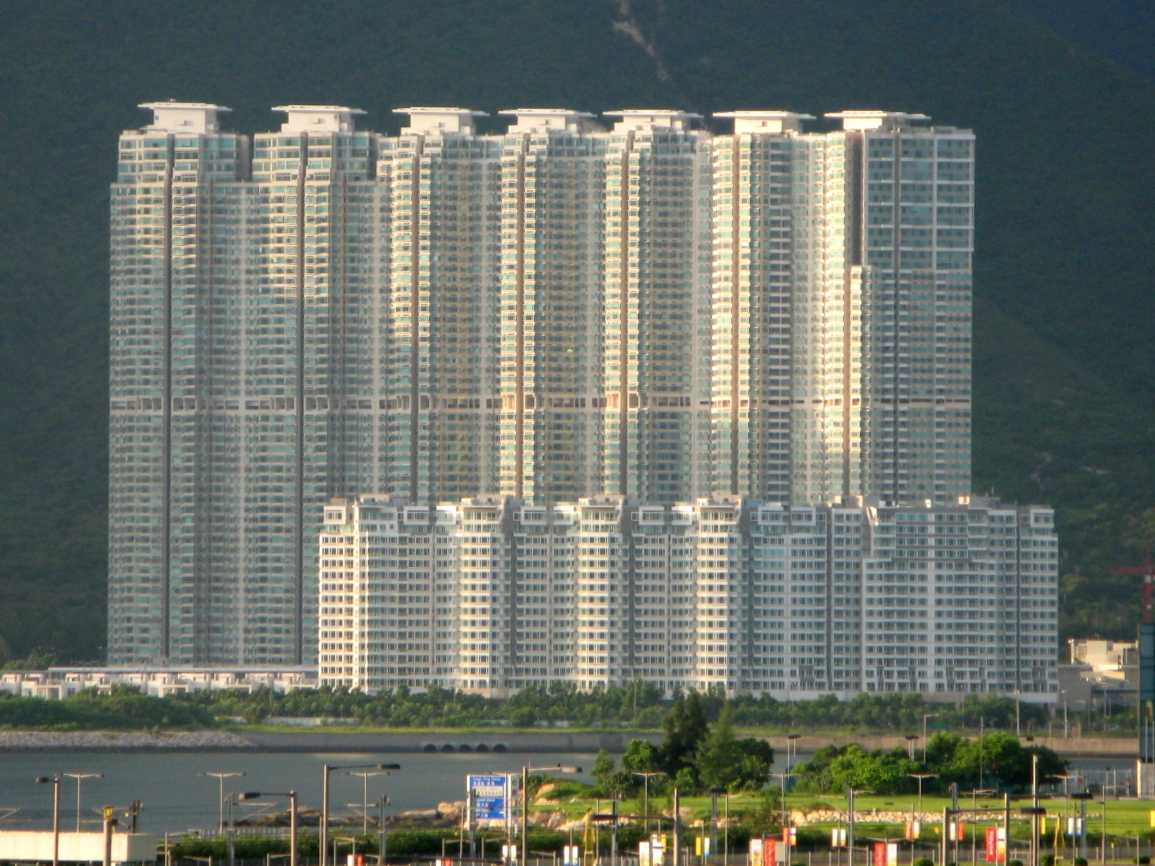
藍天海岸及影岸‧紅
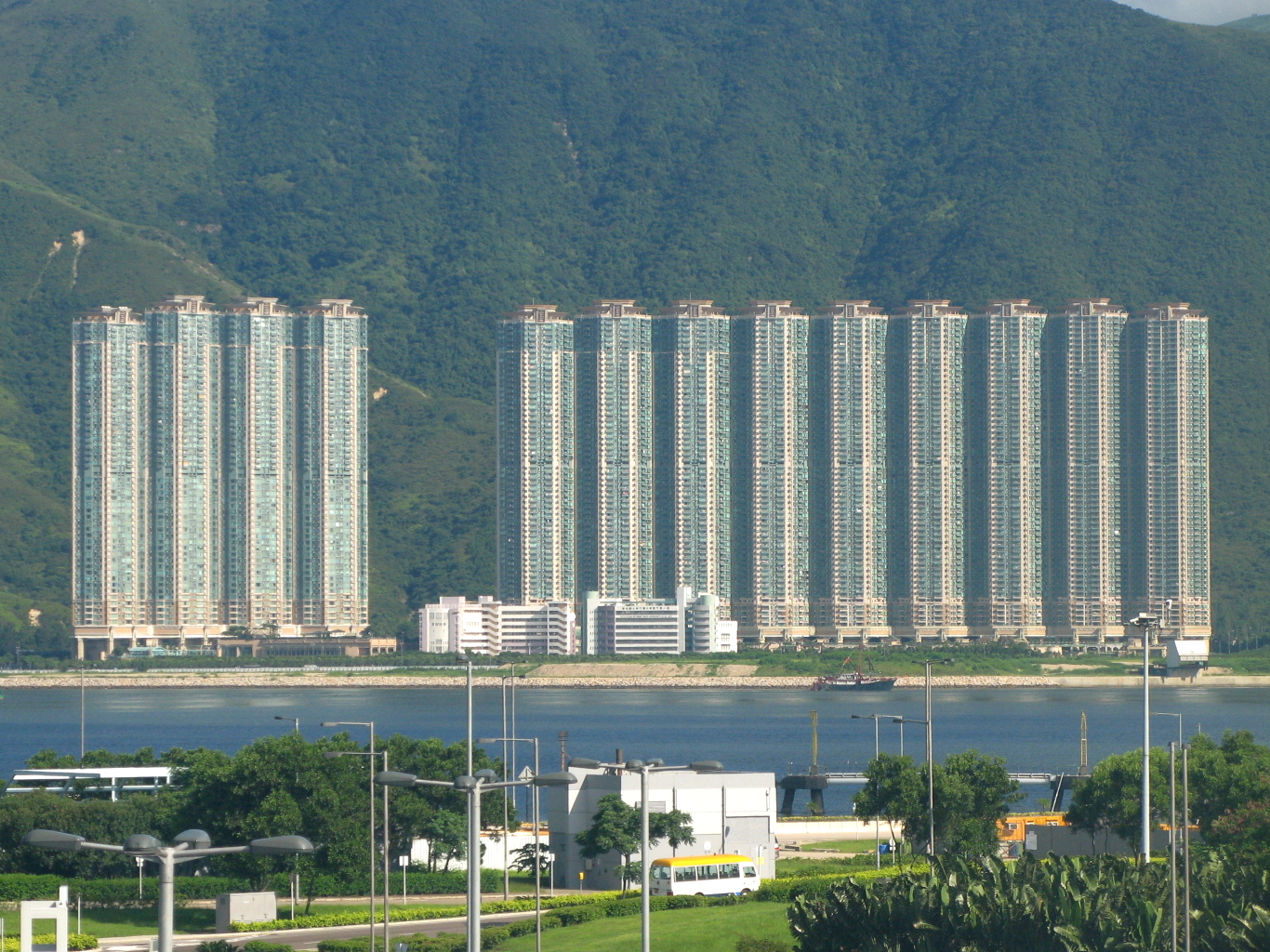
映灣園
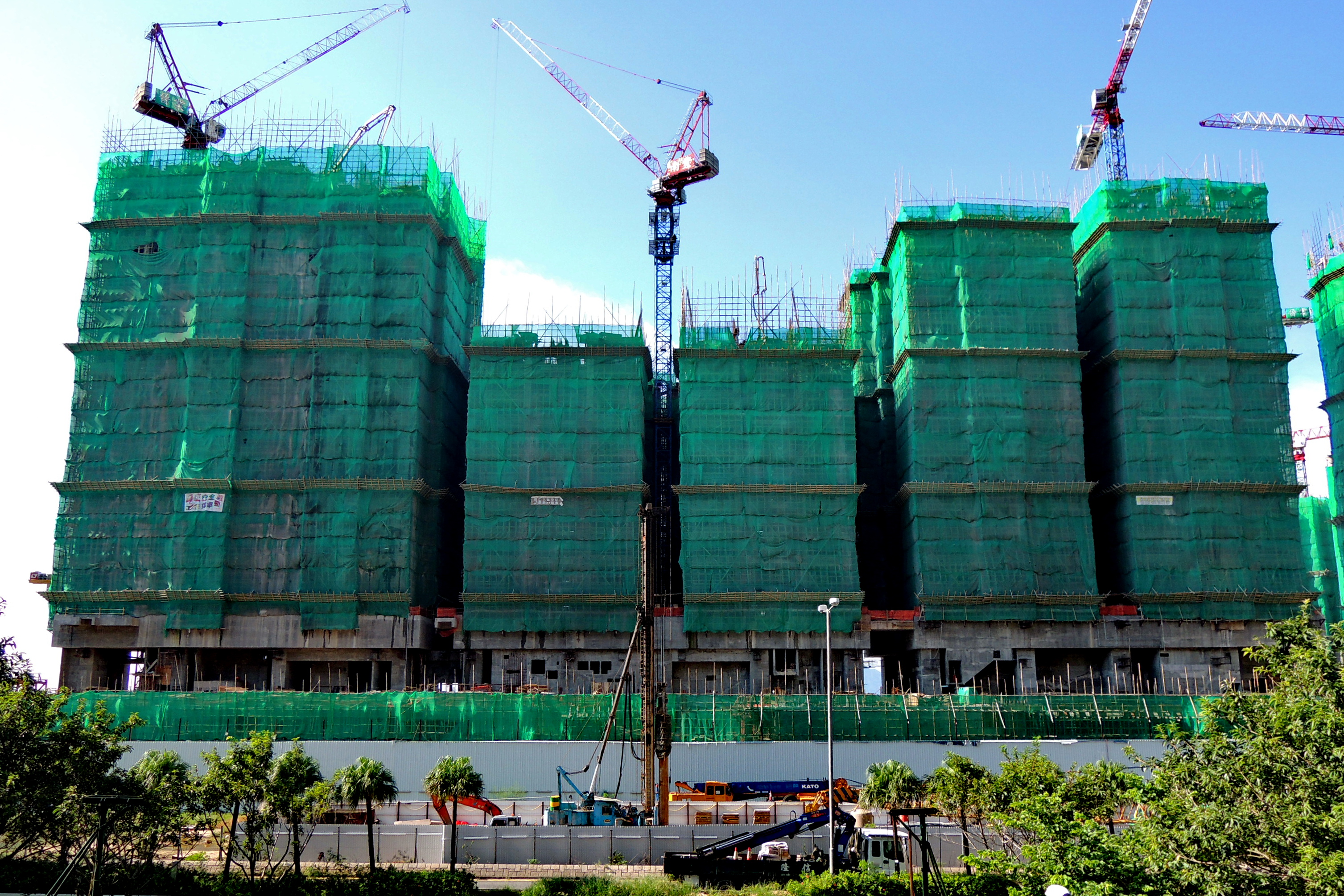
興建中的「昇薈」 （The Visionary）（2013年8月）
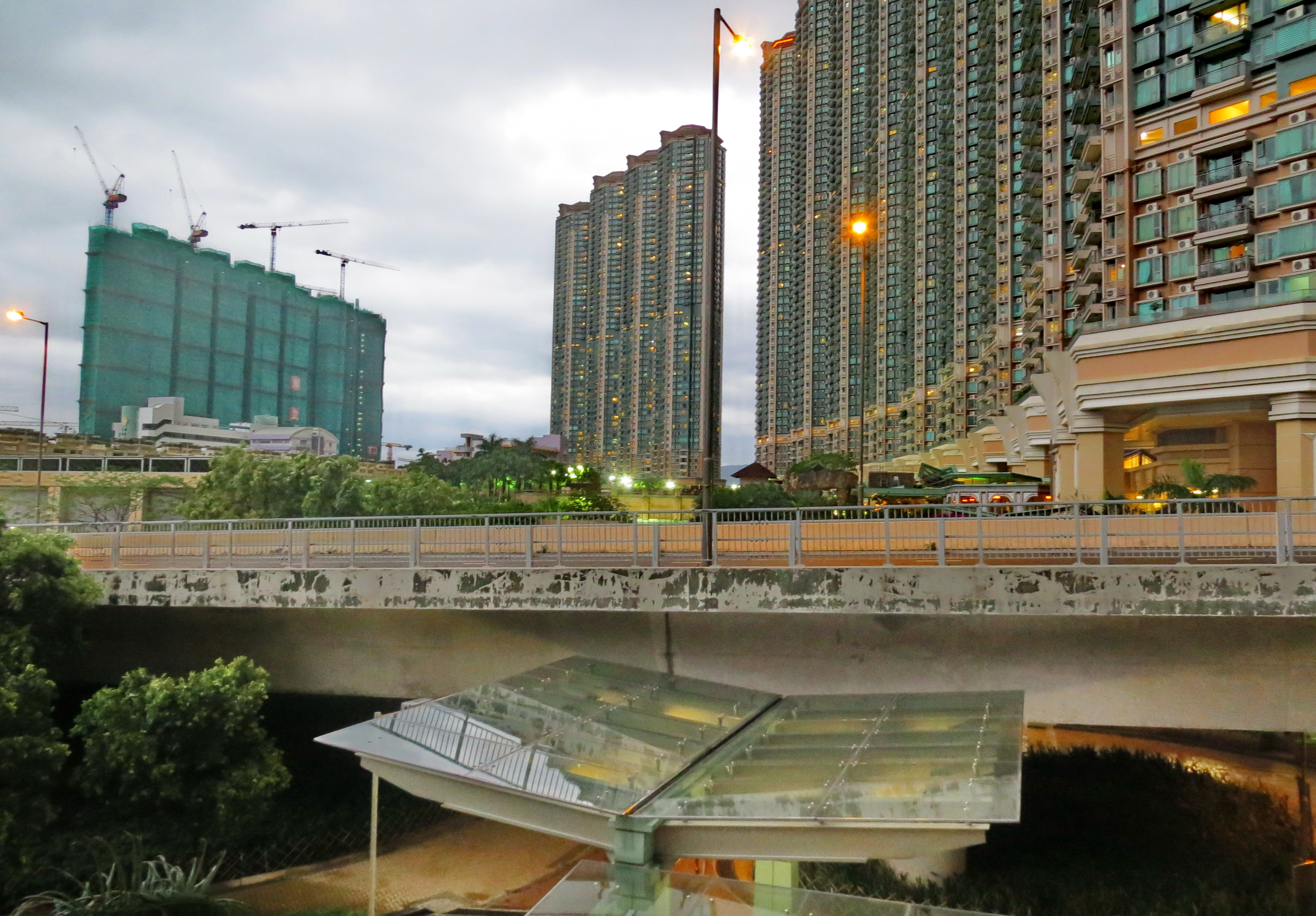
興建中的「昇薈」（左）和映灣園（右），前方道路為怡東路
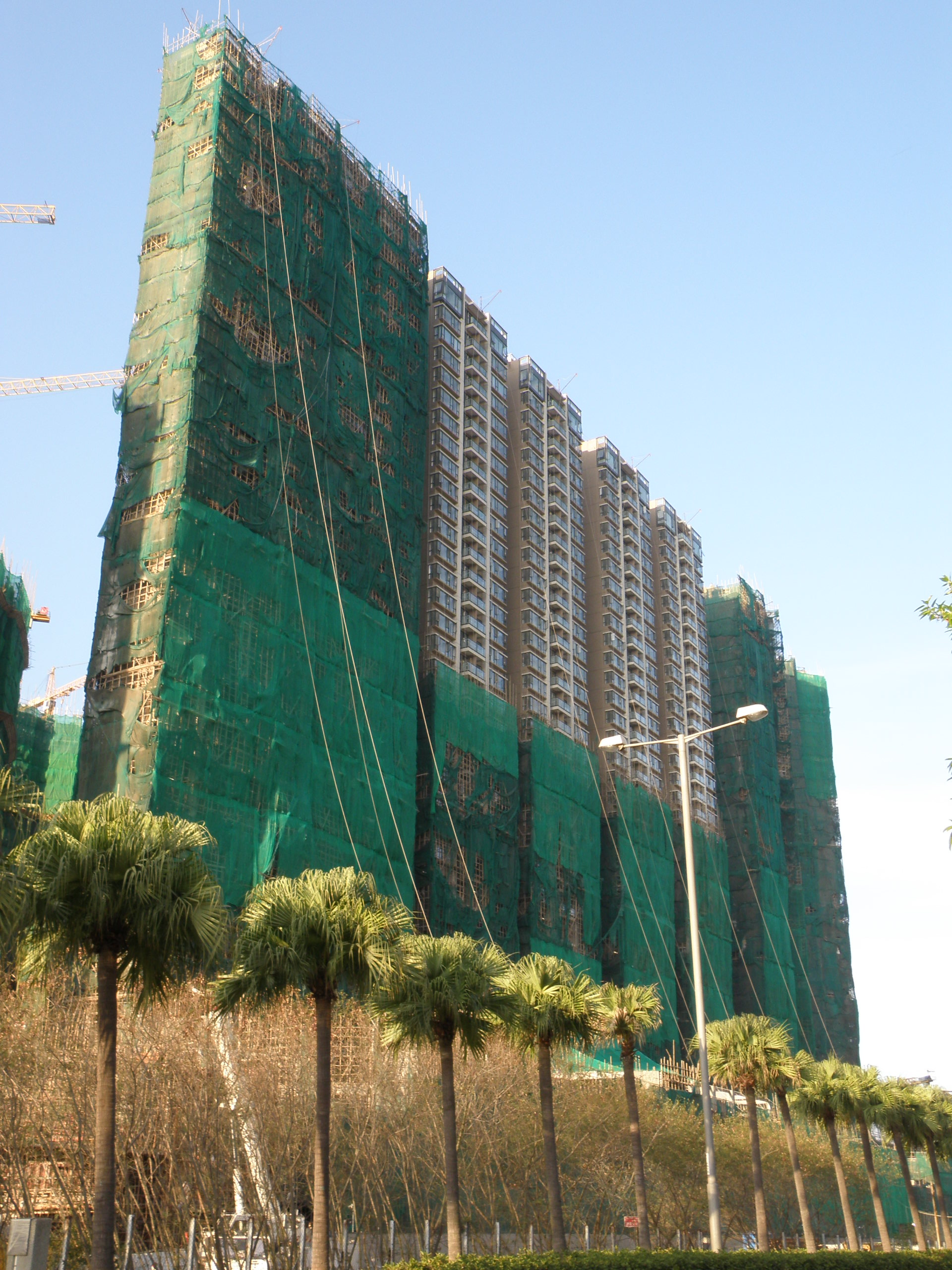
興建中的「昇薈」 （The Visionary）（2015年3月）
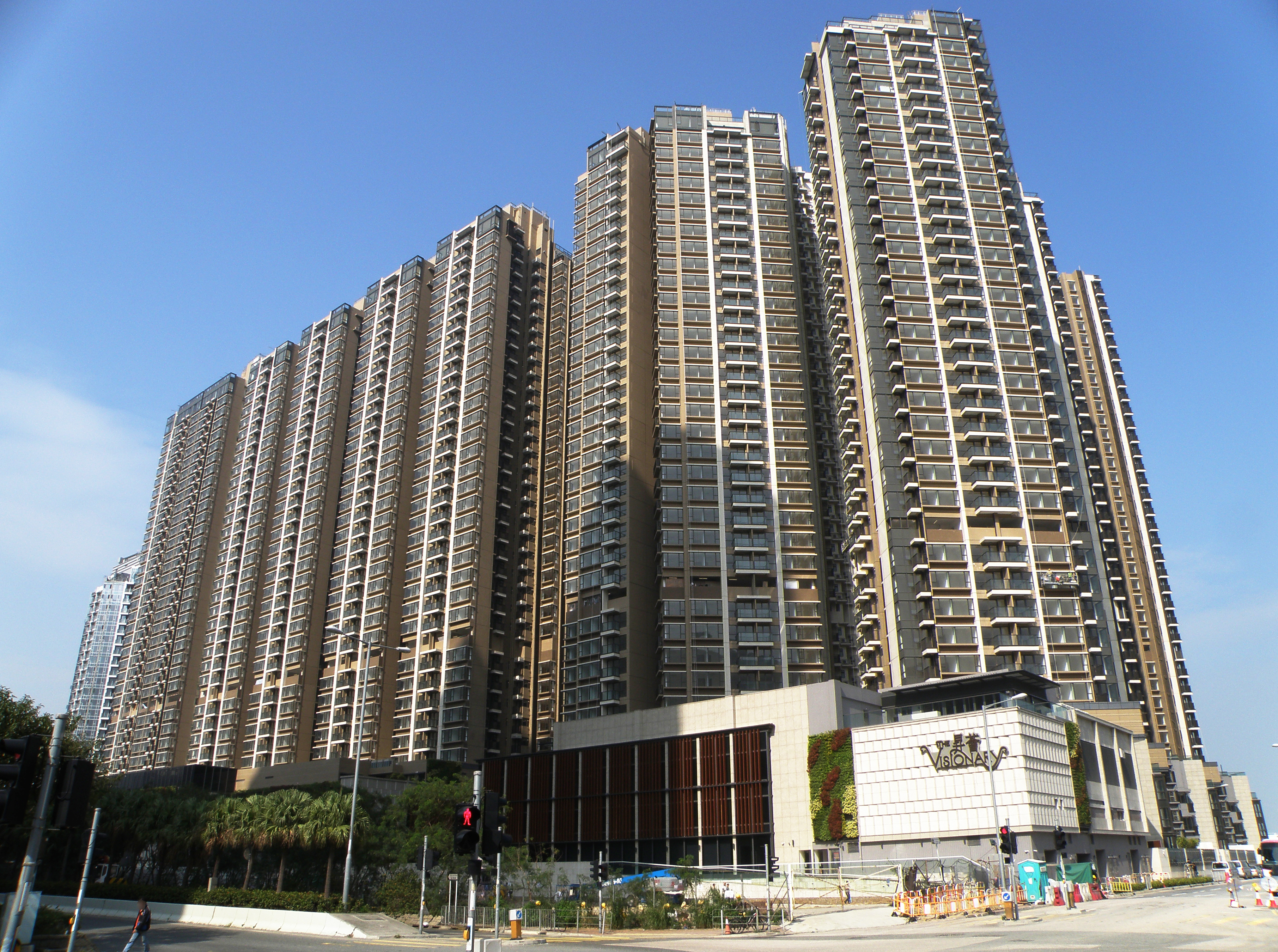
昇薈
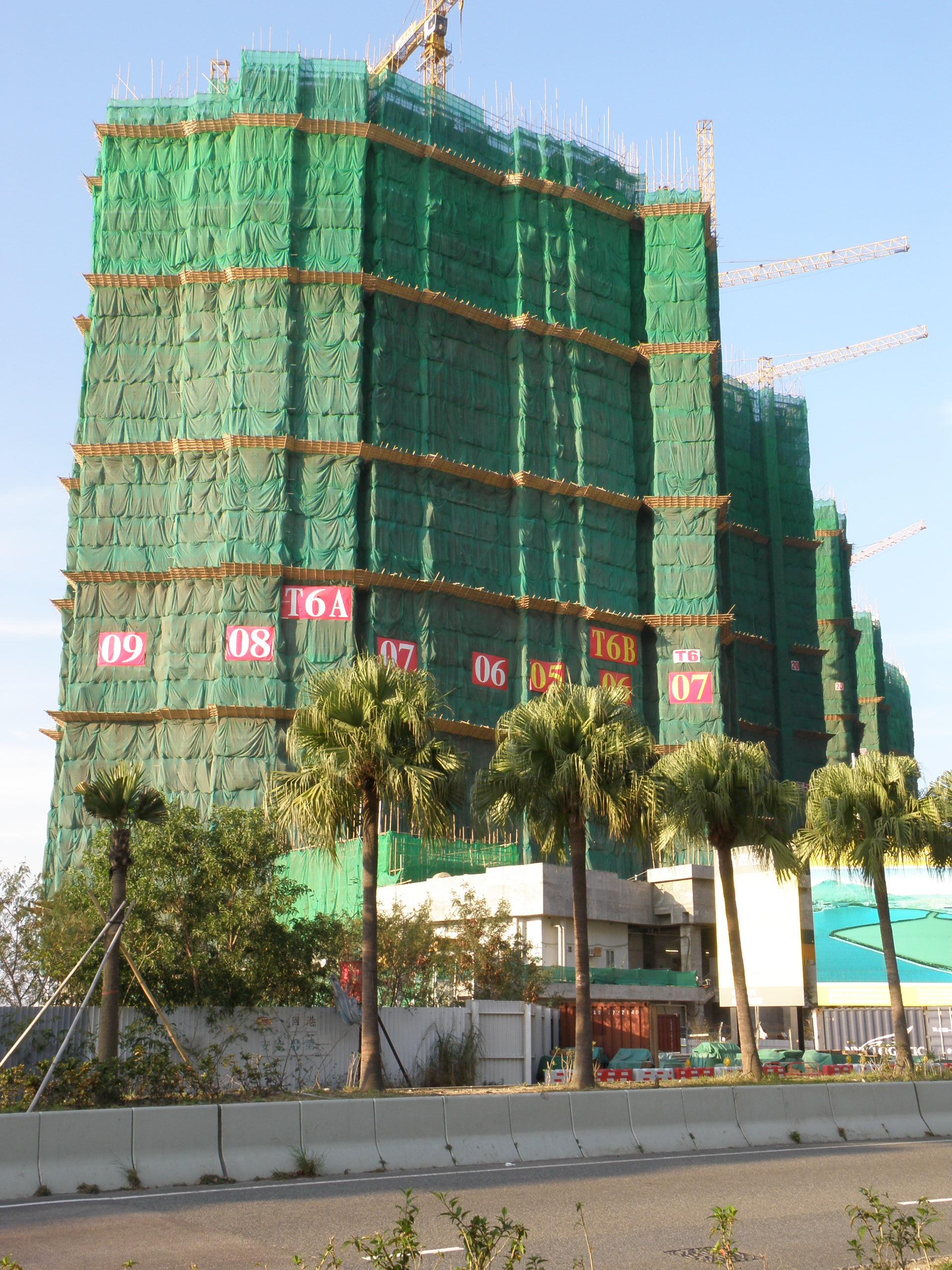
興建中的「東環」 （Century Link）（2015年3月）
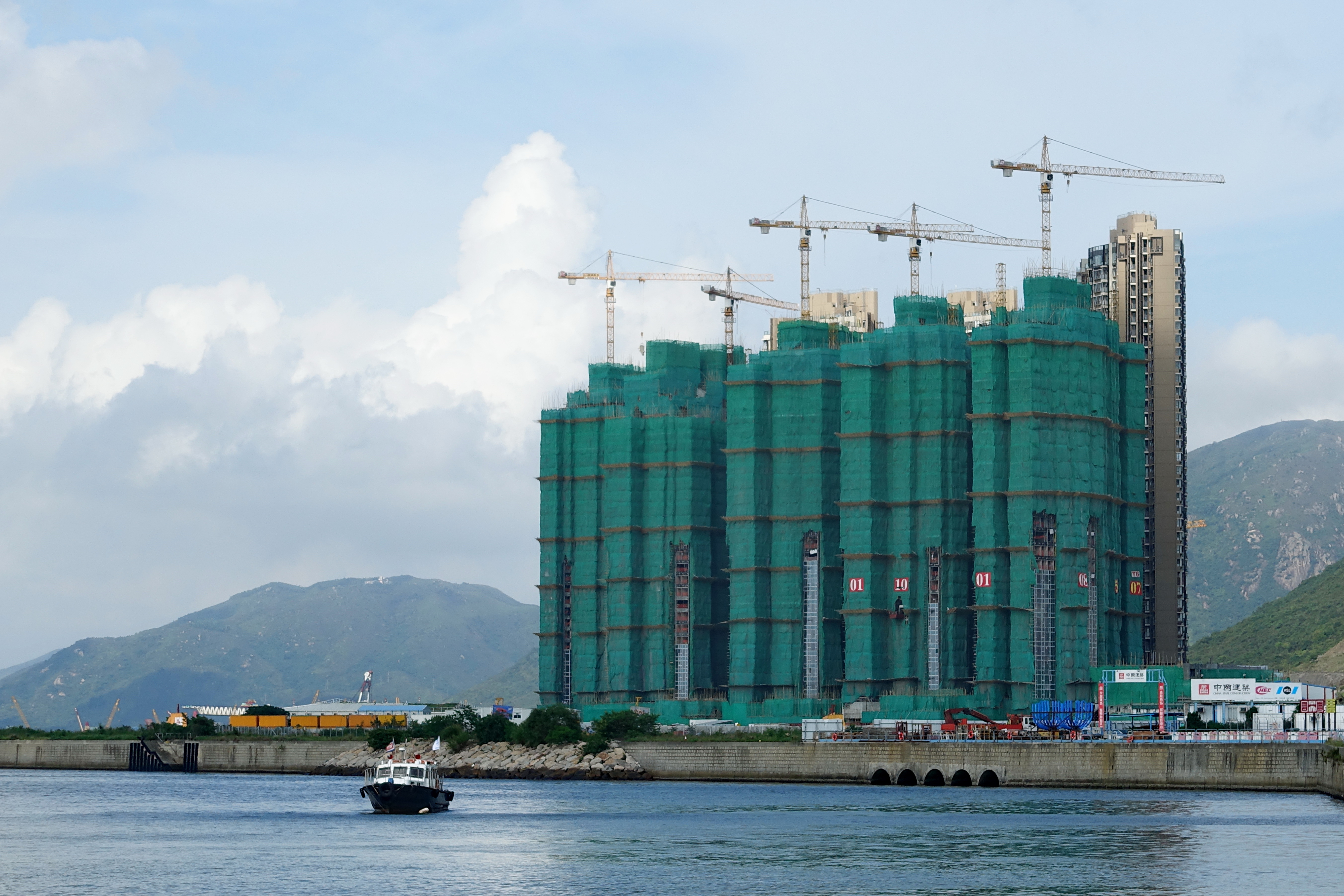
從東涌新發展碼頭向東望興建中的「東環」
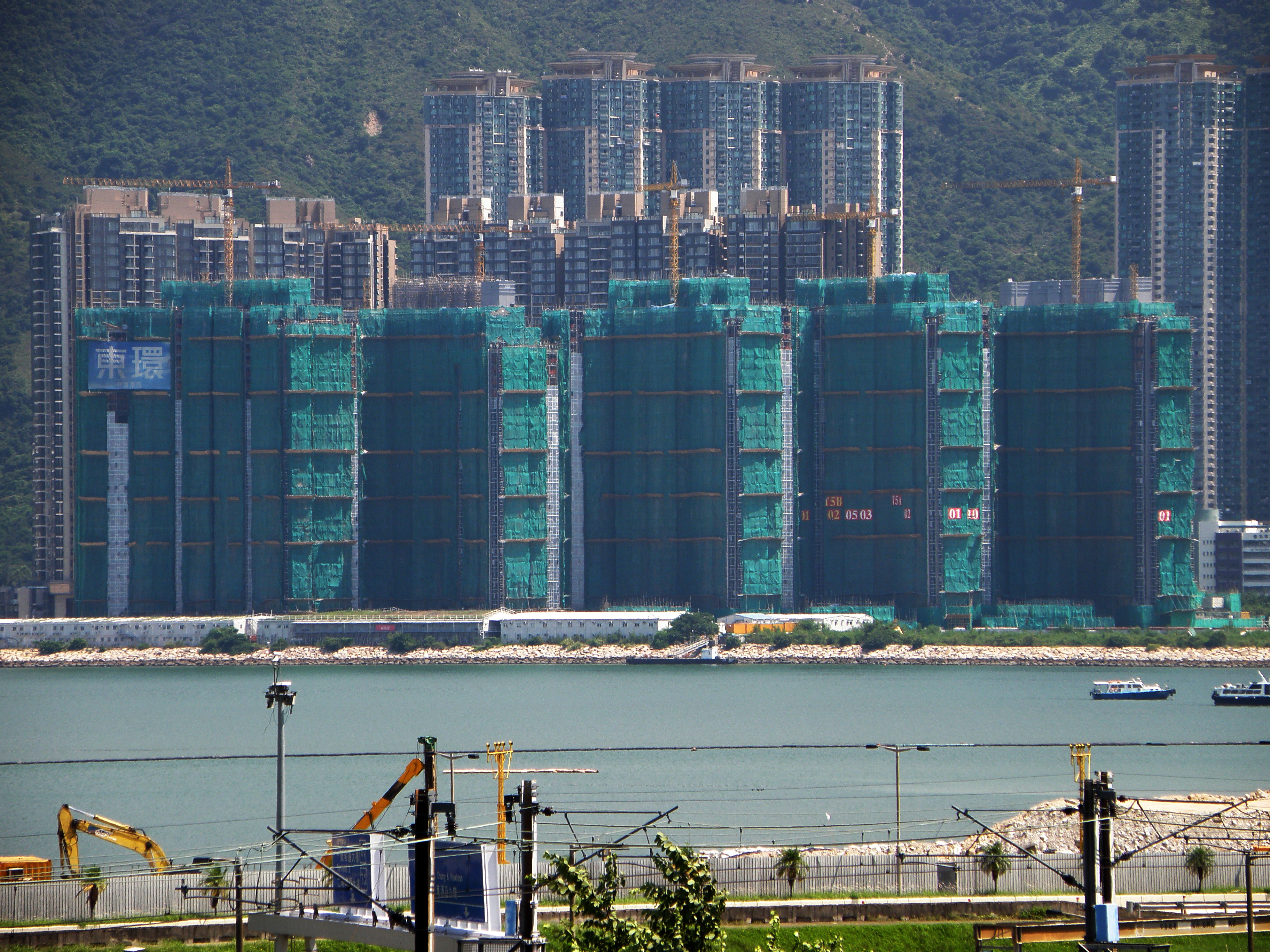
建築中東環（2015年9月，左方起為二期第1及2座，一期第3、5及6座）
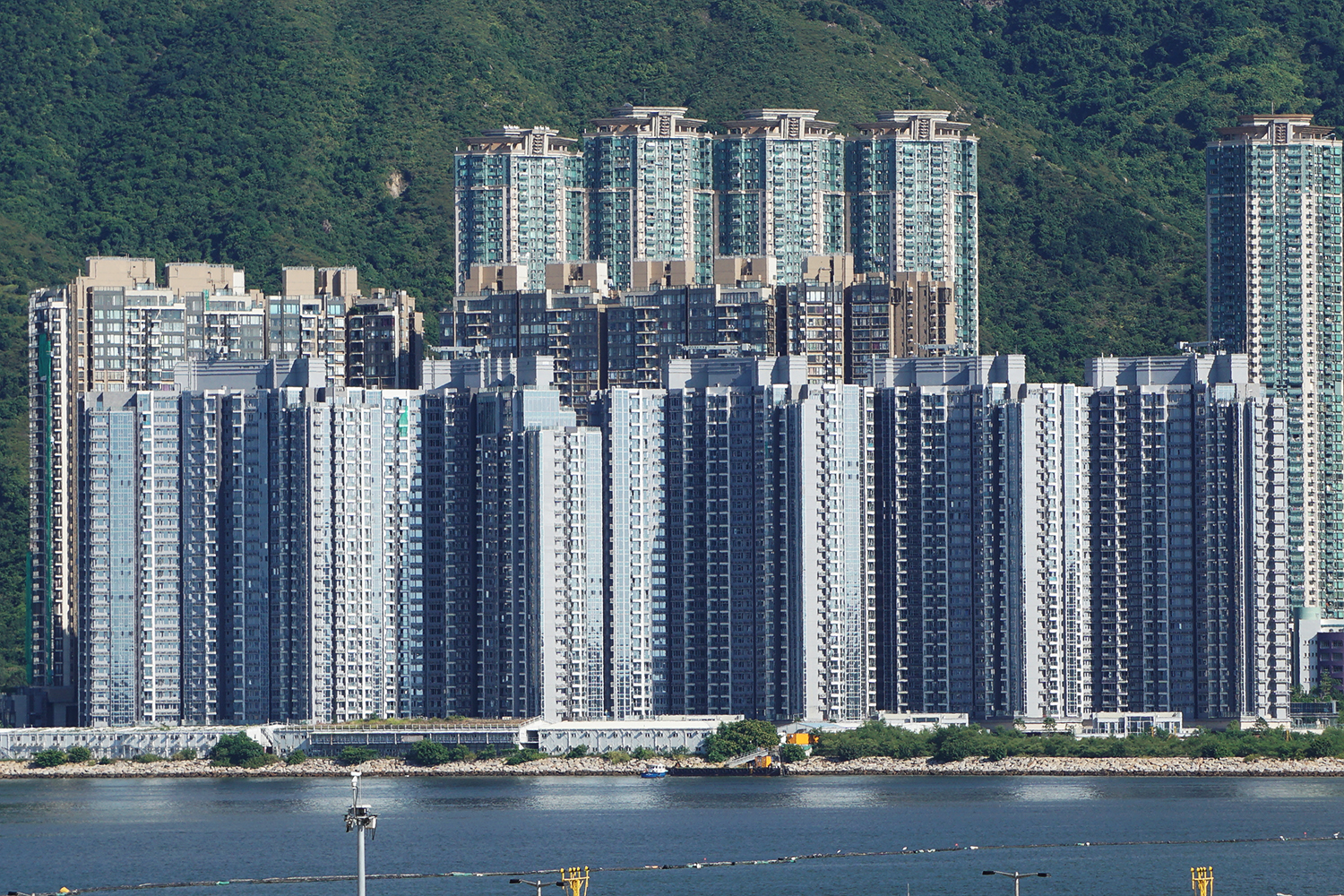
東環
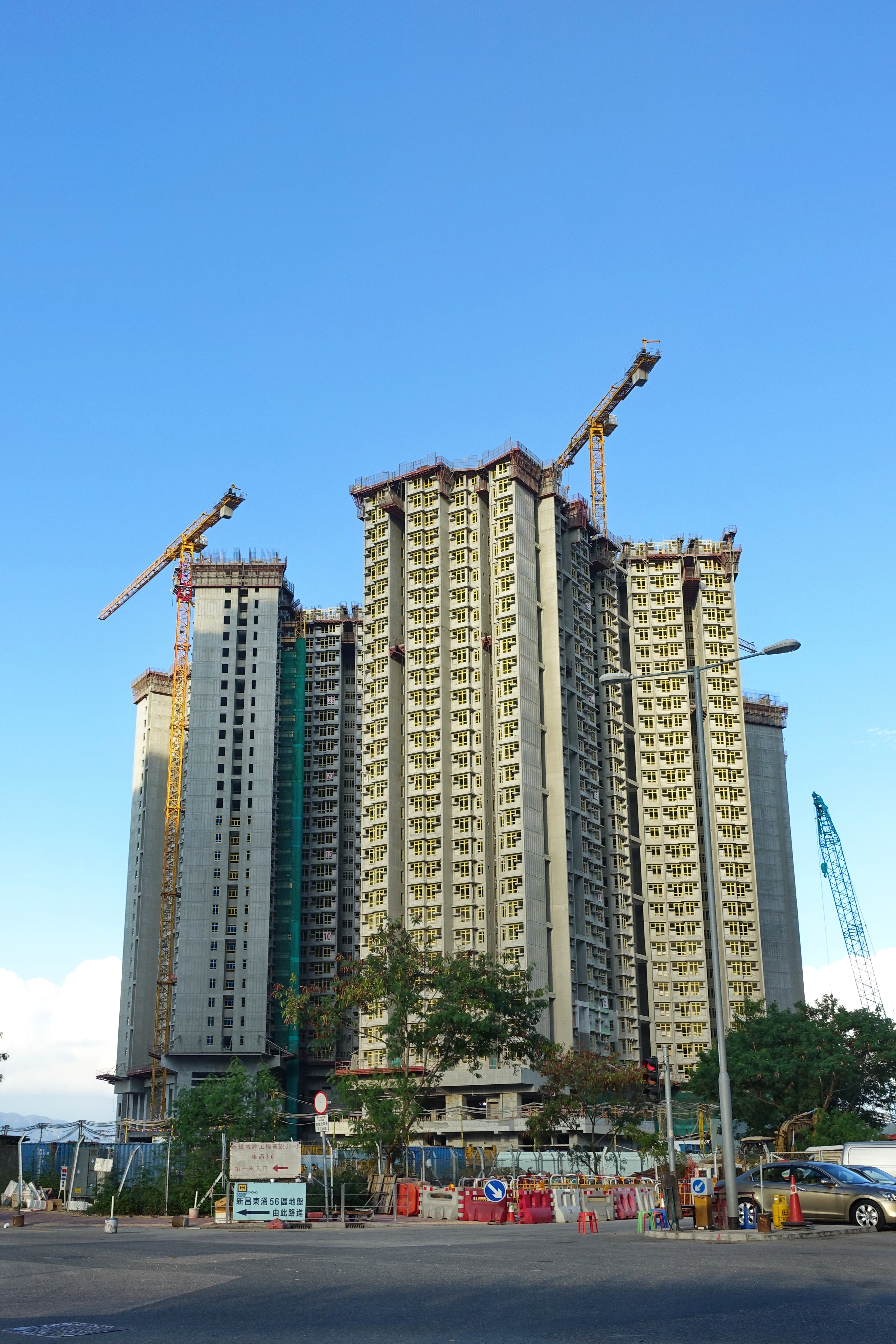
興建中的迎東邨（2015年11月）
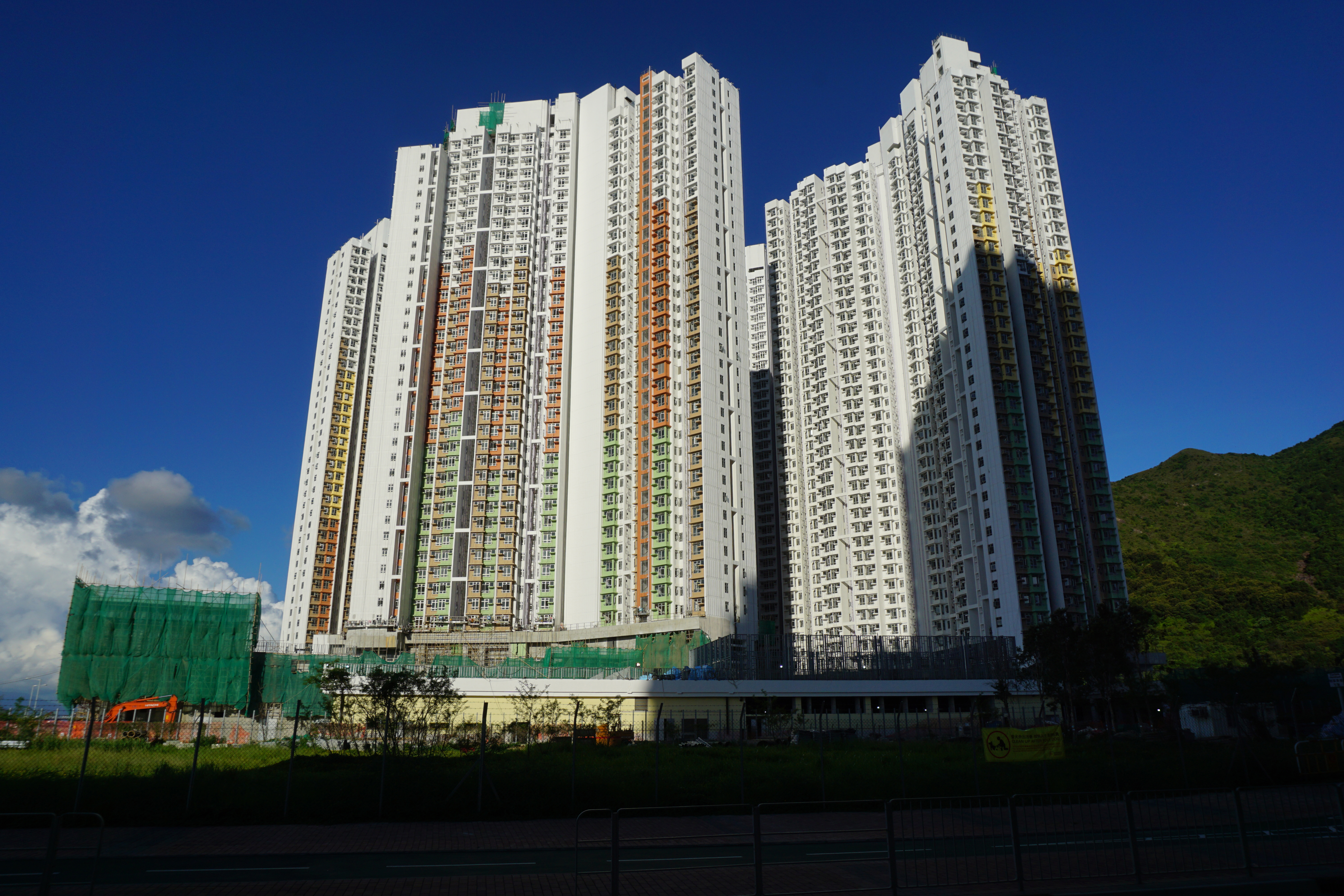
迎東邨（2017年6月）

## 旅遊
自從東涌在1998年起開始發展成為新市鎮後，香港國際機場、東薈城、昂坪纜車、亞洲國際博覽館等購物、娛樂、遊玩以及外遊消閒設施陸續啟用，加上東涌鄰近香港迪士尼樂園，以及東涌是外國遊客來港必會經過的地區，使近年到訪東涌及大嶼山的香港本地遊客及海外遊客人次節節上升。另外，東涌近年亦有不少以介紹東涌的歷史文化和大自然生態作為主題的導賞團出現。
2018年10月港珠澳大橋以及2020年12月屯門至赤鱲角連接路全線開通後，從珠海、澳門以及香港其他地區到訪東涌的人比過去多了很多。不少東涌區內居民認為現時人流車流量急增會影響民生，造成嚴重的空氣和噪音污染，並擔心東涌的塞車問題只會變成屯門或觀塘的翻版。

## 文娛康樂
東涌現有的康樂設施：
- 東涌海濱長廊
- 東涌社區聯絡中心
- 各屋苑的籃球場
- 東涌北公園、滿東、東涌消防局旁的足球場
- 東涌北公園的室內滑板場
- 東涌北公園
- 百慕達公園
- 單車徑
- 網球場
- 兒童遊戲設施
- 東涌游泳池

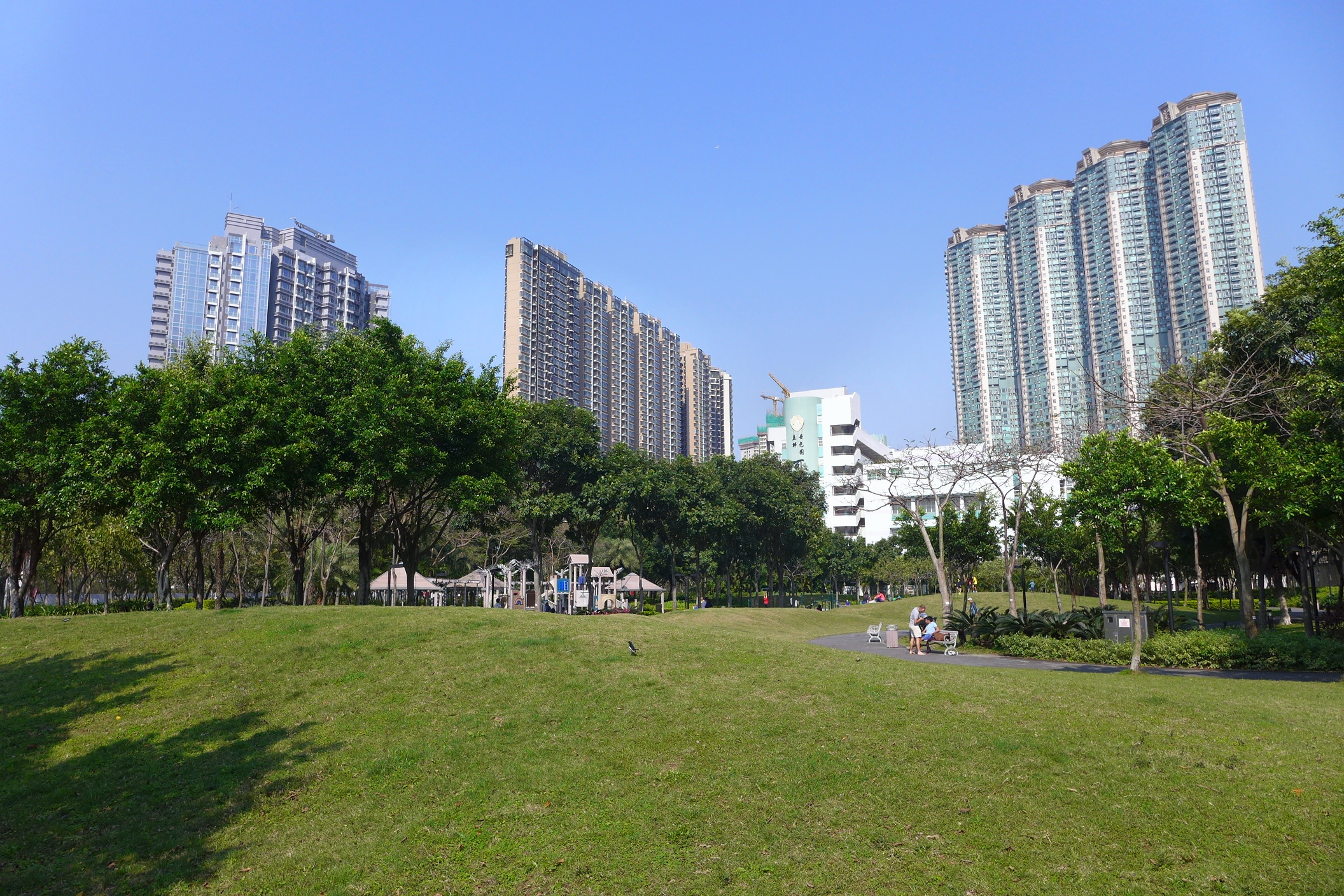
映灣園內的百慕達公園

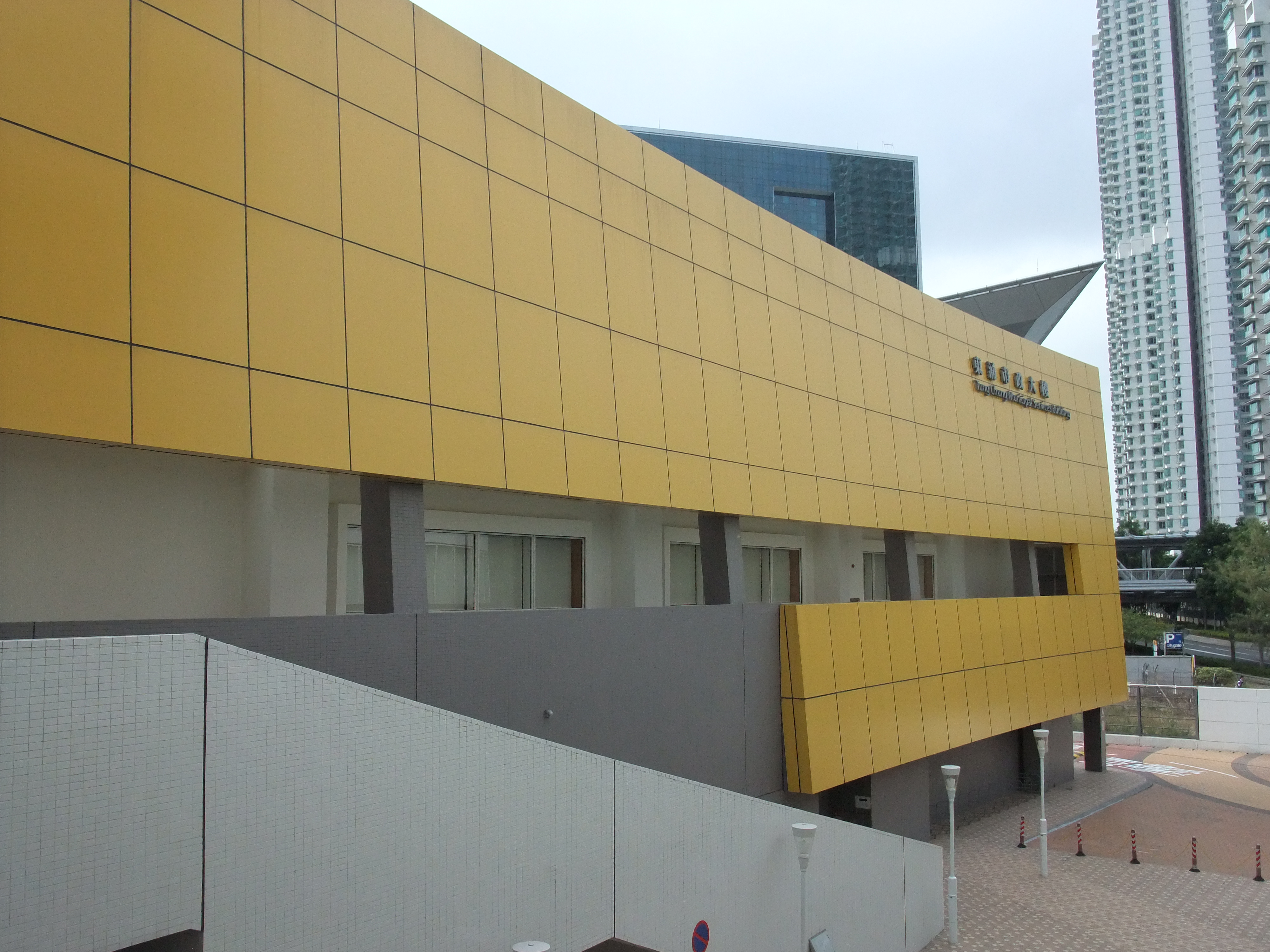
東涌市政大樓

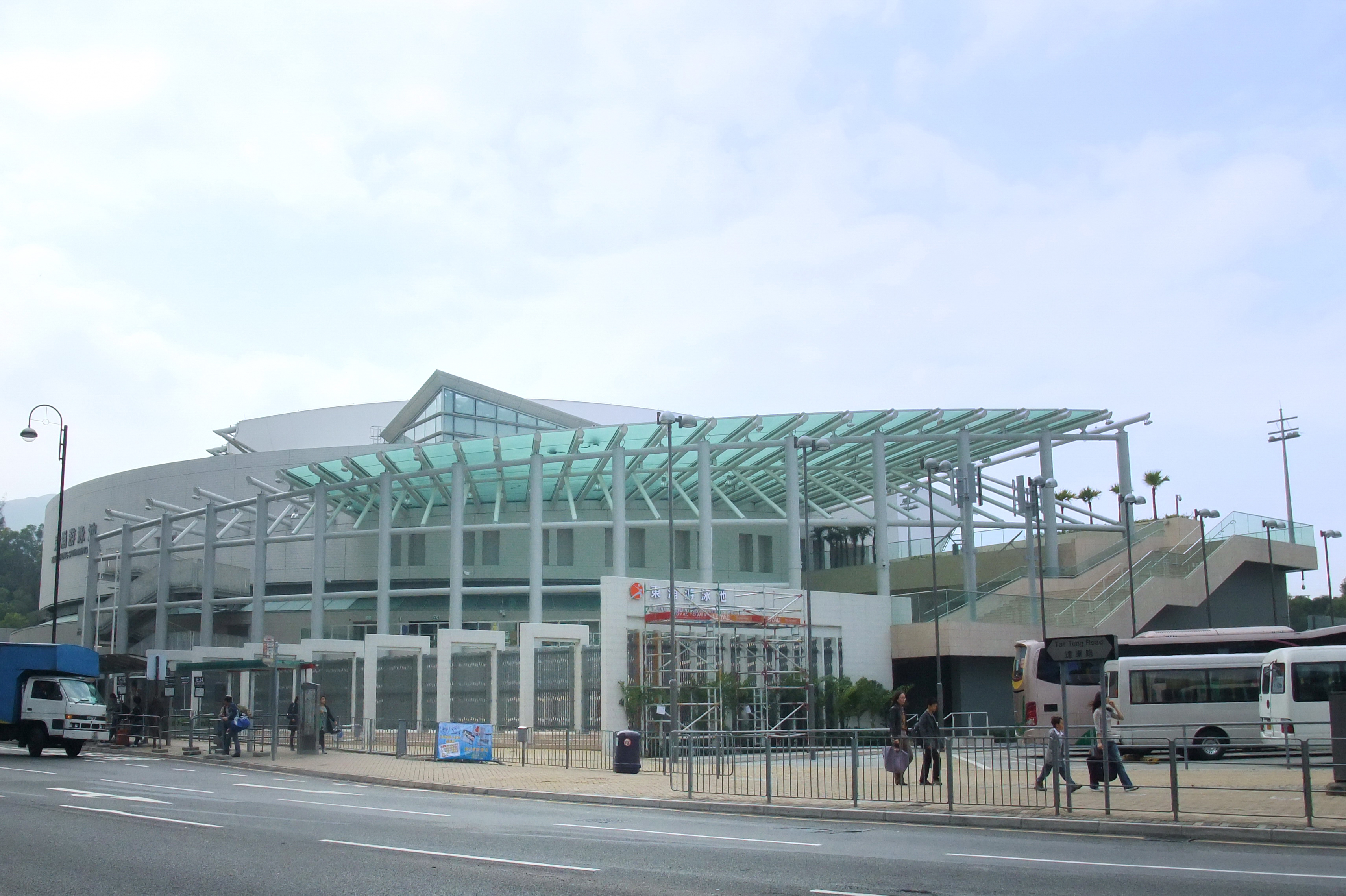
位於東涌市中心達東路的東涌游泳池

  - 根據《香港規劃標準與準則》，東涌居民人口要達28.7萬人方可興建泳池[23]。而現時人口約12萬，獲政府設置永久泳池於東涌纜車站旁。泳池在2011年落成啟用。東涌居民不用再長途跋涉到附近青衣等地才能享用標準游泳池服務。
- 東涌公共圖書館
- 東涌文東路體育館
  - 早年東涌整區只有一所規模一般臨時圖書館位於逸東邨，亦沒有任何公共泳池和體育館。隨著東涌北面的東涌市政大樓和東涌中的東涌游泳池於2010和2011年建成，便利了東涌居民日常康樂。
  - 2022年夏季，位於東涌喜來登酒店和東涌新發展碼頭之間的東涌海濱長廊和東涌社區聯絡中心亦已開放，最初開放時間僅限於朝8晚8，目前延長至朝8晚10，長遠或會24小時開放，該設施會不定期舉辦各種活動展覽及表演，如街舞、市集、busking、節日燈飾等。

## 屋苑

### 東涌北及東涌東
- 映灣園
- 藍天海岸
- 水藍·天岸
- 影岸紅
- 昇薈
- 東環
- 迎東邨
- 裕雅苑
- 海堤灣畔
- 東涌東新發展區
  - 雋東邨
  - 翔東邨
  - 東涌114區公屋
  - 東涌117區公屋
  - 東涌103區居屋
  - 裕興苑
  - 東涌119區居屋
  - 東涌122區私人參建居屋
  - 東涌133A區公屋
  - 東涌133B區公屋
  - 東涌133C區居屋
  - 東涌東站上蓋項目
    - 第一期

### 東涌市中心
- 東堤灣畔
- 富東邨
- 裕東苑

### 東涌西及東涌南
- 逸東邨
- 滿東邨
- 裕泰苑
- 東涌西新發展區
  - 東涌42區公屋
  - 東涌46區公屋
  - 東涌23區公屋

## 鄉村
- 赤鱲角
- 上嶺皮
- 下嶺皮
- 藍輋 及 稔園
- 馬灣 及 黃泥屋
- 馬灣涌
- 莫家
- 牛凹
- 壩尾
- 石榴埔
- 石門甲
- 低埔
- 地塘仔
- 黃家圍及龍井頭

## 公共醫療

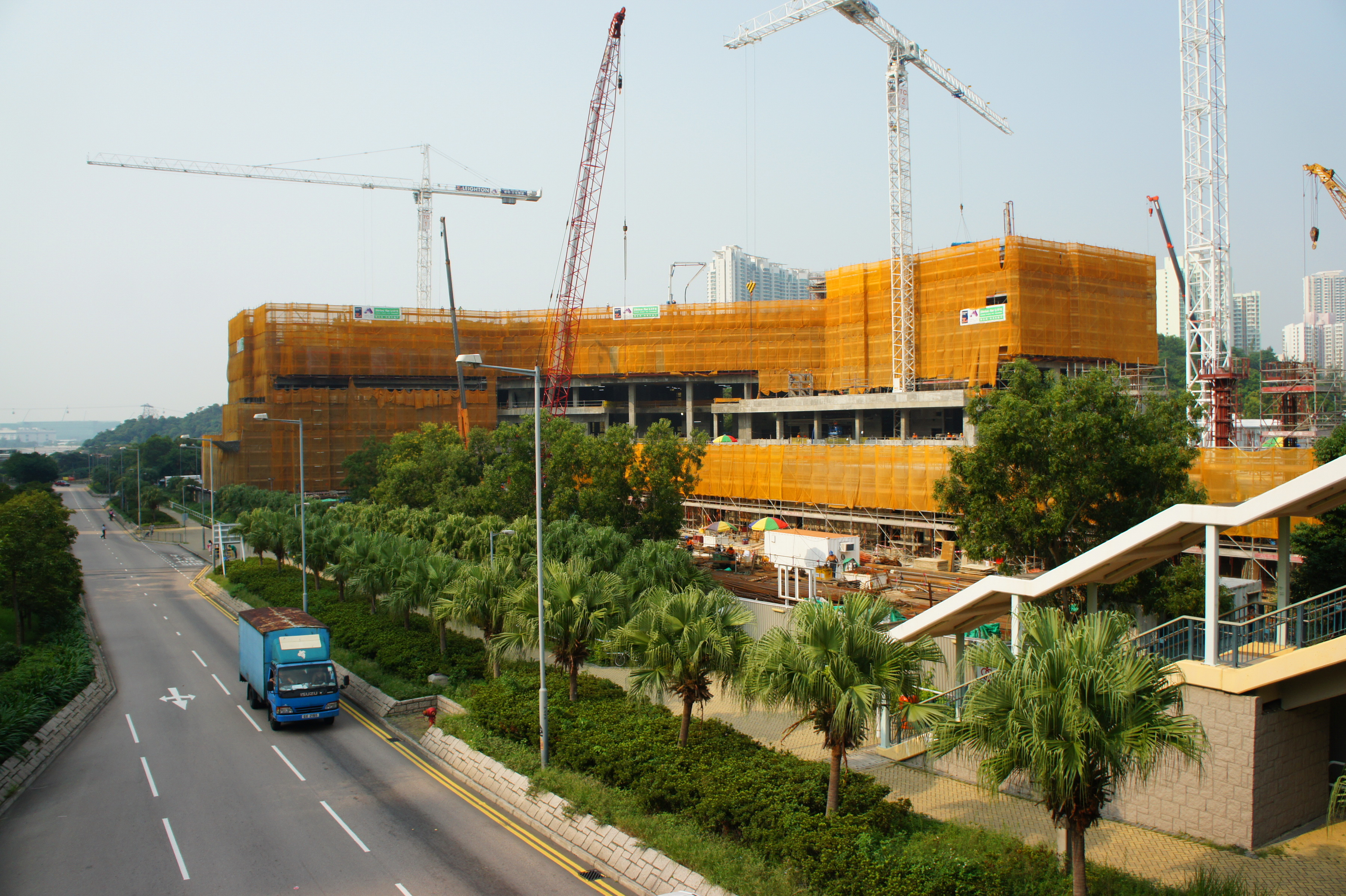
興建中的北大嶼山醫院，左方為松仁路
（2011年10月）

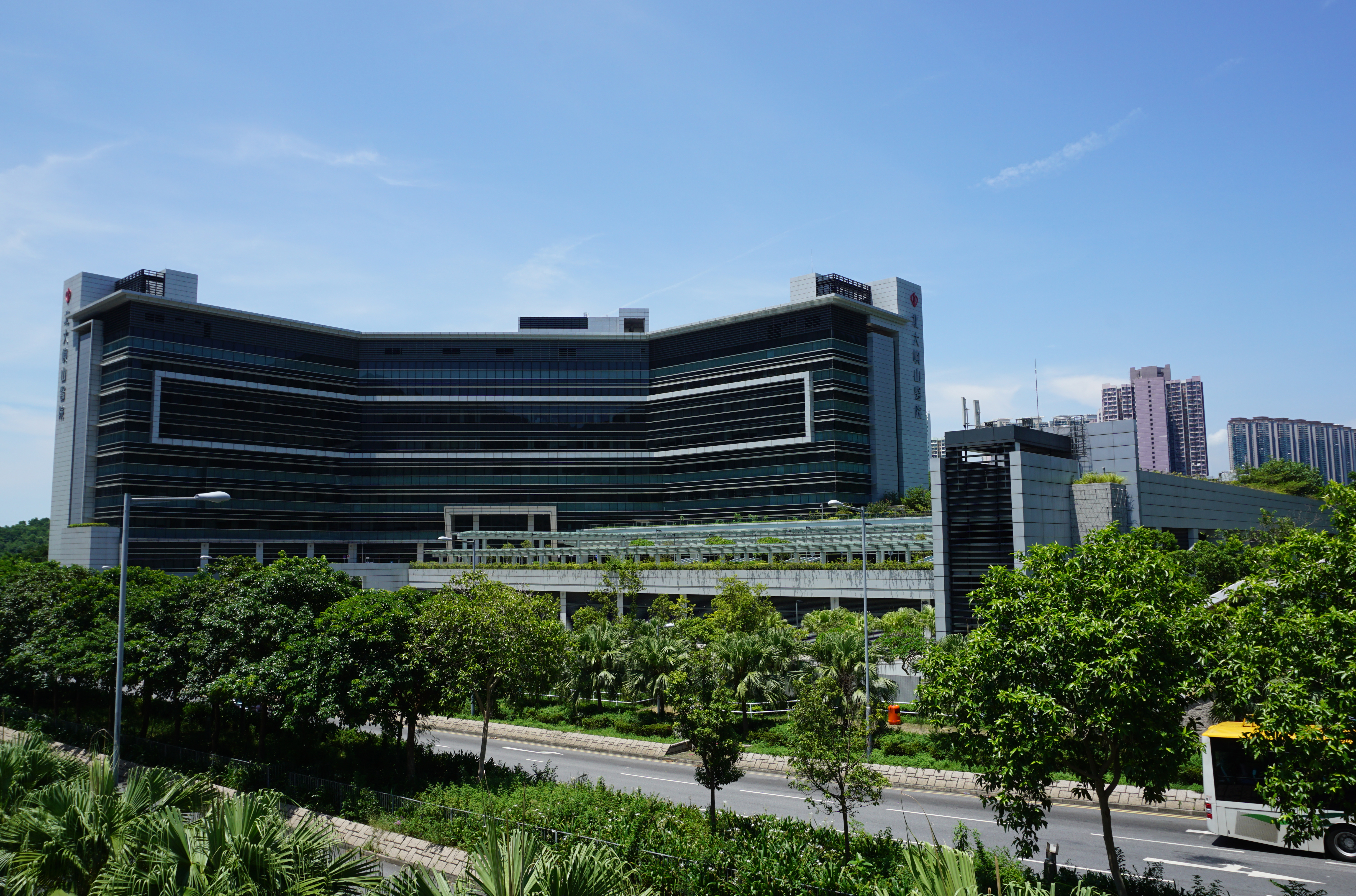
北大嶼山醫院（2016年8月）

東涌設有多間政府及私人診所，例如東涌健康中心，每日平均有一至兩位醫生駐診。北大嶼山醫院第一期工程於2012年年底落成，於2013年9月24日啟用，於2014年9月25日起全面投入服務，並增設部分類別住院、外科、內科及骨科等服務。現時北大嶼山醫院平台的市區的士站和大嶼山的士站已運作中，而新大嶼山巴士37H線亦已於2015年10月10日起開始運作。
就區內市民對專線小巴服務開辦多年來的迫切訴求，該醫院平台的專線小巴站及小巴專線將會在北大嶼山醫院擴建工程完成以後啟用及運作，較預期延遲；目的是配合醫院所有設施啟用後和東涌新發展區私人屋苑及公屋落成後方便長者和市民可以乘搭小巴到訪醫院，同時可以疏導區內巴士客量嚴重飽和的問題（結果首條為東涌區服務的專線小巴已被來往港珠澳大橋東涌口岸至迎東邨的901線取代）。
- 仁愛堂-香港大學東涌中醫教研中心
- 東涌母嬰院
- 北大嶼山醫院

## 文化
- 東涌炮台
- 東涌小炮台
- 東涌藝術徑
- 東涌侯王古廟
- 羅漢寺
- 觀景山公園
- 東澳古道
- 東梅古道
- 奧運徑

## 主要街道

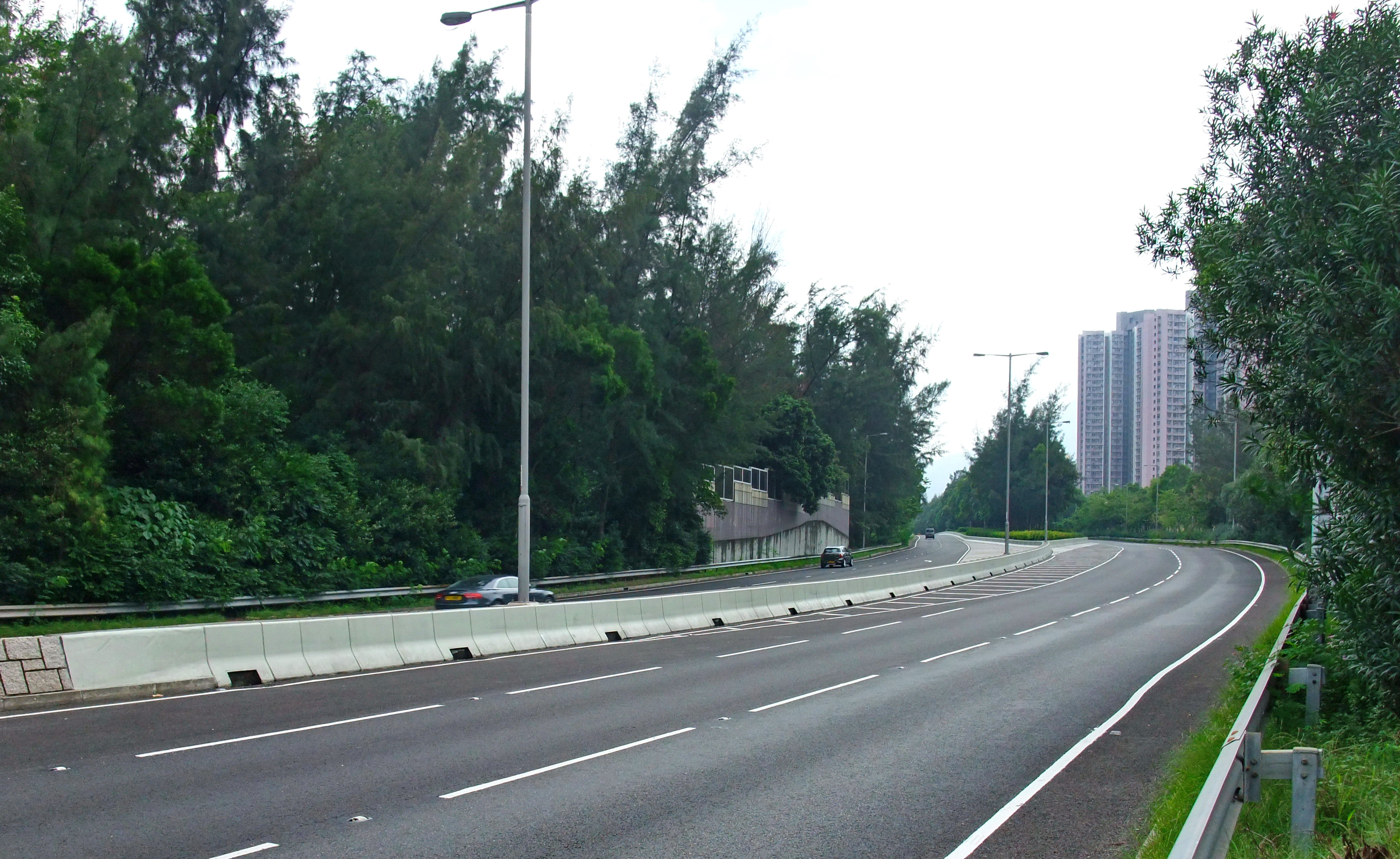
裕東路近翔東路，遠方建築物為裕東苑

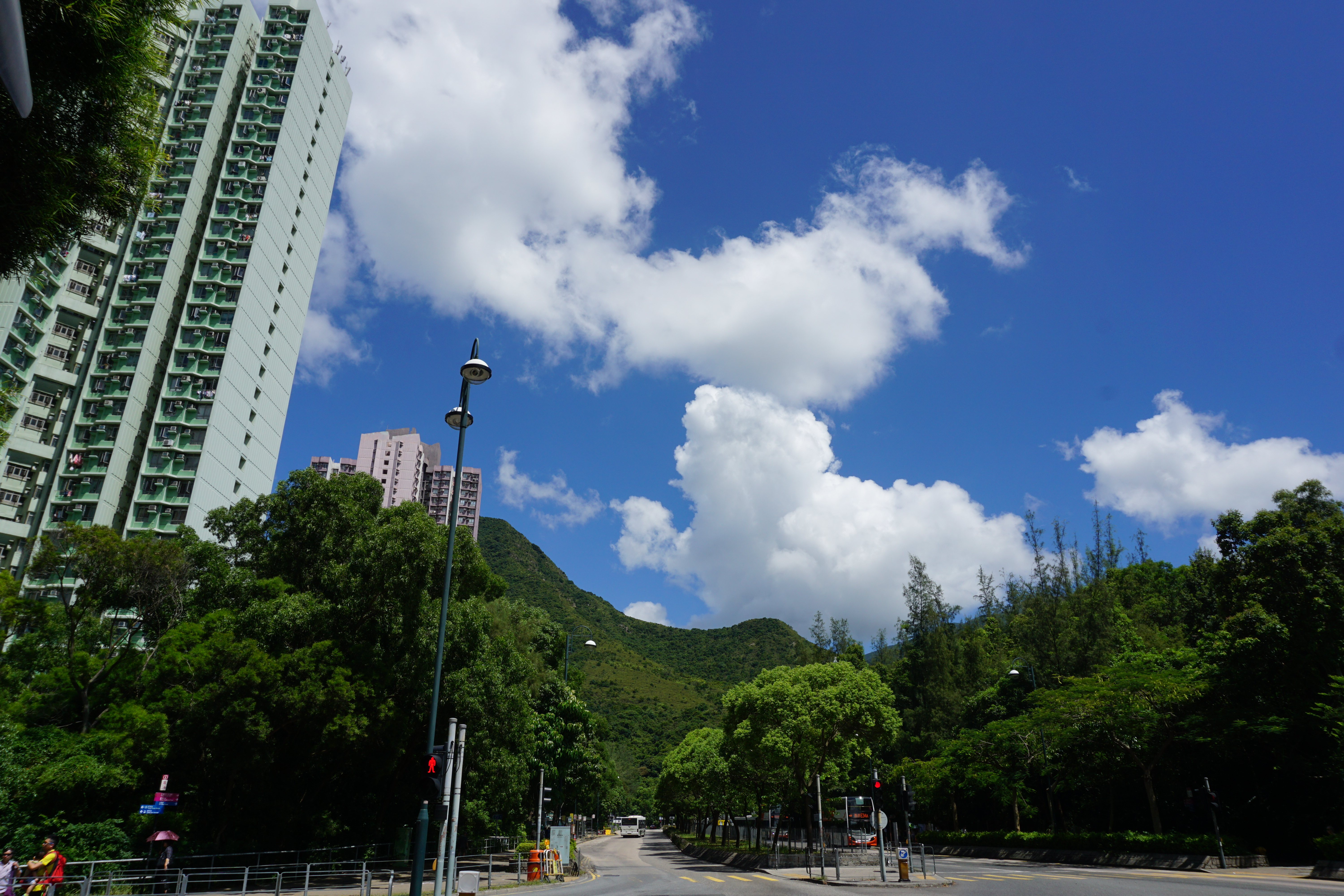
順東路

- 北大嶼山公路
- 港珠澳大橋香港連接路
- 港珠澳大橋
- 觀景山隧道
- 機場隧道
- 機場路
- 東榮路
- 赤鱲角路
- 駿運路
- 屯門至赤鱲角連接路
- 東涌道
- 東涌海濱路
- 裕東路
- 順東路
- 順朗路
- 達東路
- 健東路
- 迎禧路
- 迎東路
- 東涌海濱路
- 松仁路
- 翔東路
- 赤鱲角南路
- 東岸路
- 黃龍坑路
- 文東路
- 怡東路
- 富東街
- 匯東街（興建中）
- 錦東街（興建中）
- 曉東路（興建中）
- 貴東路（興建中）
- 朗東路（興建中）
- 兆東街（興建中）
- 孝東街（興建中）
- 仁東里（興建中）
- 善東里（興建中）
- 彩東里（興建中）

## 商場
由於東涌物價相對高昂，不少居民只好請托享有公共交通車費優惠的老人代為到20公里外的荃灣購買日常餸菜節省開支，此情況直到於2023年3月24日由食環署管理的東日街市(該街市為東涌區首個非外判給領展的街市)開業後才逐漸好轉。
市中心
- 東薈城
- 藍天海岸商場
- 東堤灣畔商場
- 海堤灣畔商場
- 富東廣場

東涌西
- 逸東商場
- 滿樂坊

東涌北
- 映灣薈
- 昇薈商場
- 東環商場
- 迎東商場
- T Bay

機場島
- 11 SKIES(此商場為全香港面積最大的商場)

## 酒店
- 諾富特東薈城酒店

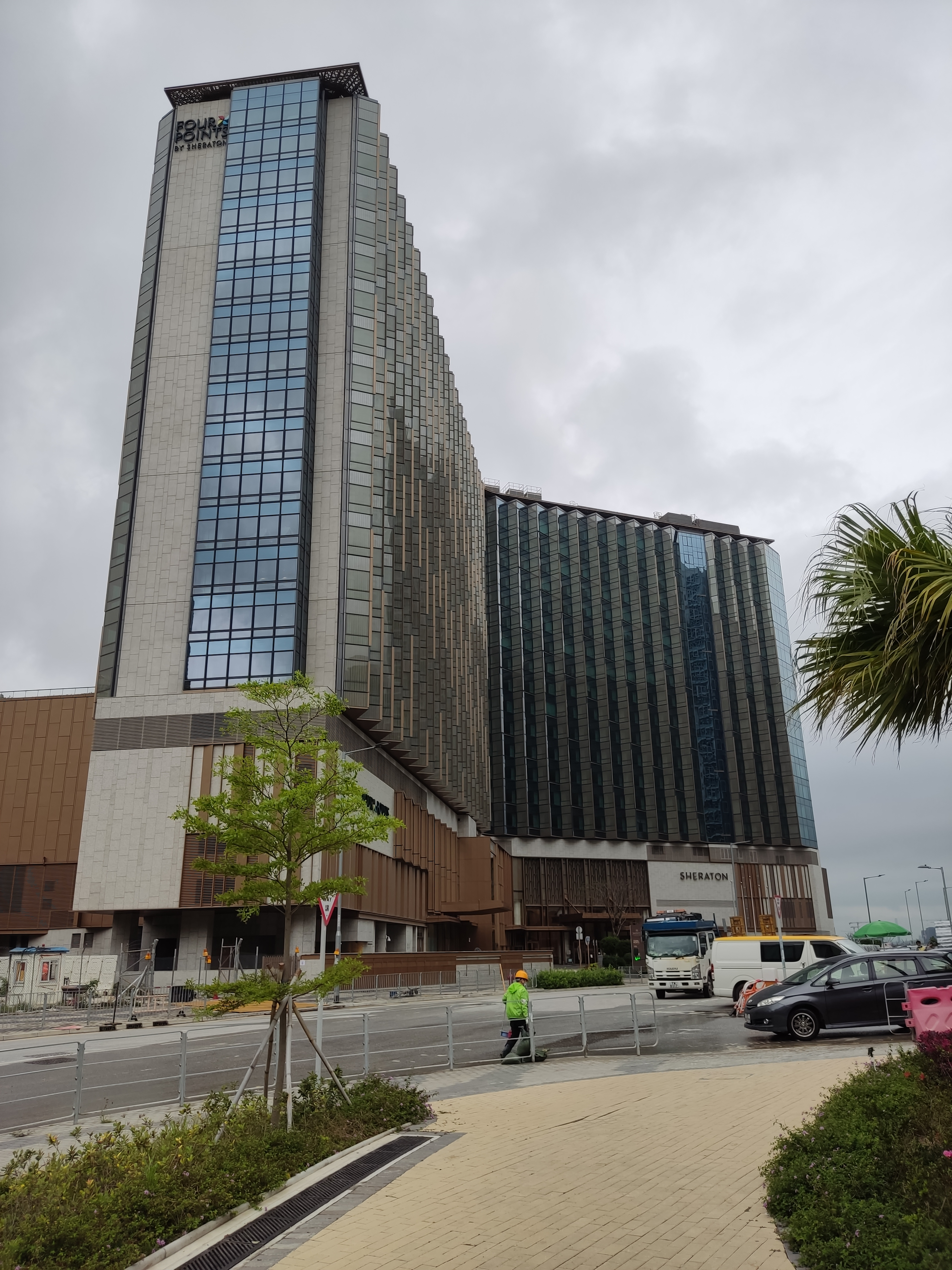
香港東涌世茂喜來登酒店和香港東涌福朋喜來登酒店

- 香港銀樾美憬閣精選酒店(THESilVERi)
- 香港東涌世茂喜來登酒店
- 香港東涌福朋喜來登酒店
- 麗豪航天城酒店
- 香港天際萬豪酒店
- 富豪機場酒店

## 教育

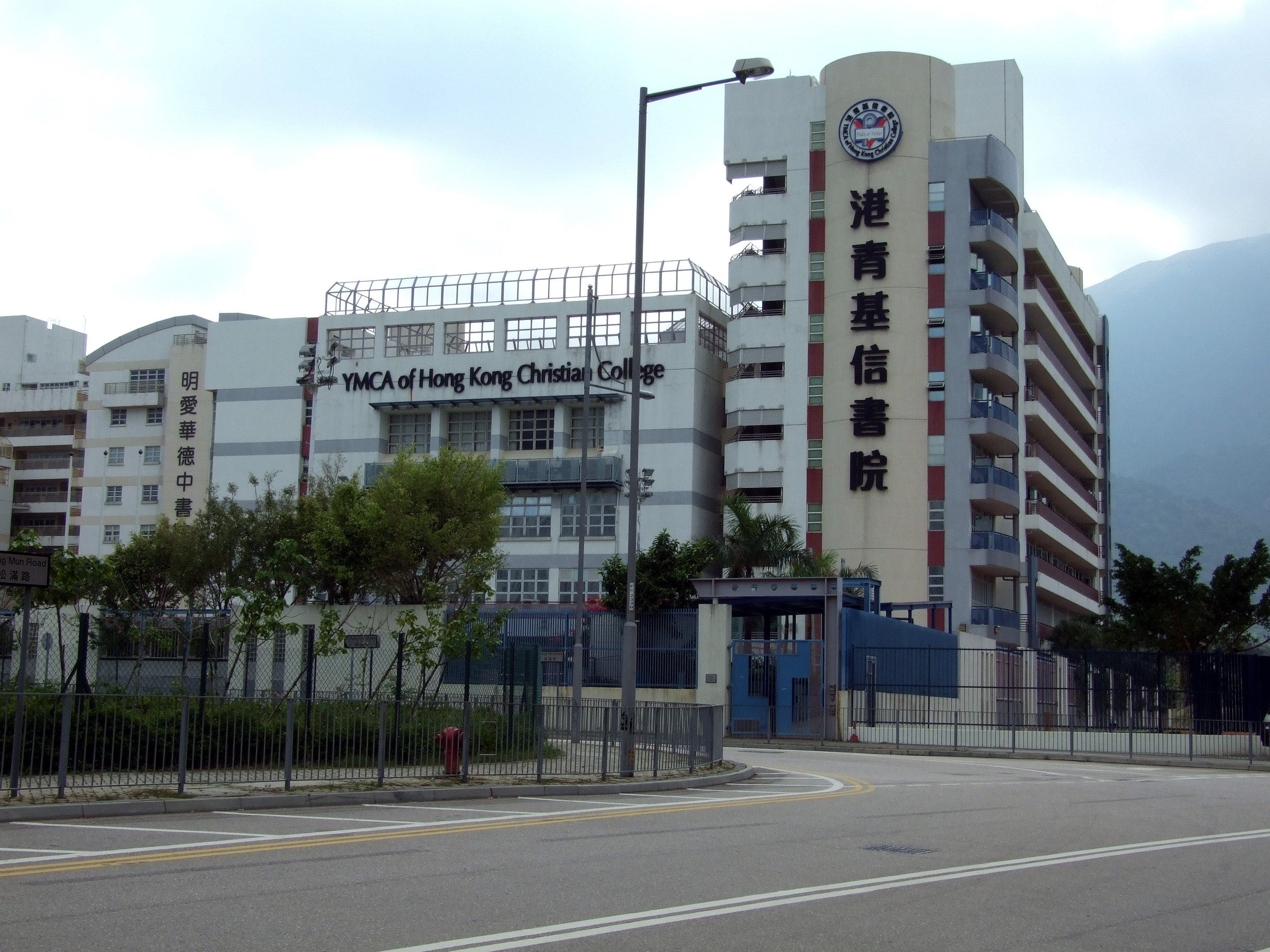
港青基信書院，是東涌內唯一一所以英文授課的中學

### 專上教育
| - 保良局馬錦明夫人章馥仙中學 - 嗇色園主辦可譽中學暨可譽小學 - 靈糧堂怡文中學 - 東涌天主教學校 |  | - 香港教育工作者聯會黃楚標中學 - 明愛華德中書院 - 港青基信書院 - 東涌漢華中學（擬建） |

| - 寶安商會溫浩根小學 - 青松侯寶垣小學 - 嗇色園主辦可譽中學暨可譽小學 - 靈糧堂秀德小學 |  | - 東涌天主教學校 - 救世軍林拔中紀念學校 - 香港教育工作者聯會黃楚標學校 - 香港樹人學校（擬建） |

| - 保良局張潘美意幼稚園 （页面存档备份，存于） - 金巴崙長老會青草地幼稚園 （页面存档备份，存于） - 香港聖公會東涌幼兒學校 （页面存档备份，存于） - 東涌天主教幼稚園 （页面存档备份，存于） - 鄰舍輔導會東涌幼兒園 （页面存档备份，存于） - 東涌浸信會幼稚園 （页面存档备份，存于） |  | - 太陽島幼稚園（東涌分校） （页面存档备份，存于） - 佛教真如幼稚園（東涌） （页面存档备份，存于） - 基督徒信望愛堂逸東幼稚園 （页面存档备份，存于） - 善一堂逸東幼稚園 （页面存档备份，存于） - 鄰舍輔導會東欣幼兒園 （页面存档备份，存于） - 救世軍源林潔和幼稚園 （页面存档备份，存于） - 香港基督教女青年會趣沂幼稚園 （页面存档备份，存于） |  | - 綠茵英文（國際）幼稚園（東涌） （页面存档备份，存于） - 弘志幼稚園（東涌） （页面存档备份，存于） - 英基國際幼稚園（東涌） （页面存档备份，存于） - SUNSHINE HOUSE INTERNATIONAL PRE-SCH (TUNG CHUNG) （页面存档备份，存于） - 啟思幼稚園（杏花邨）（擬遷置） - 佳寶幼稚園（擬遷置） - 嗇色園主辦可德幼稚園（擬遷置） |

## 公共服務

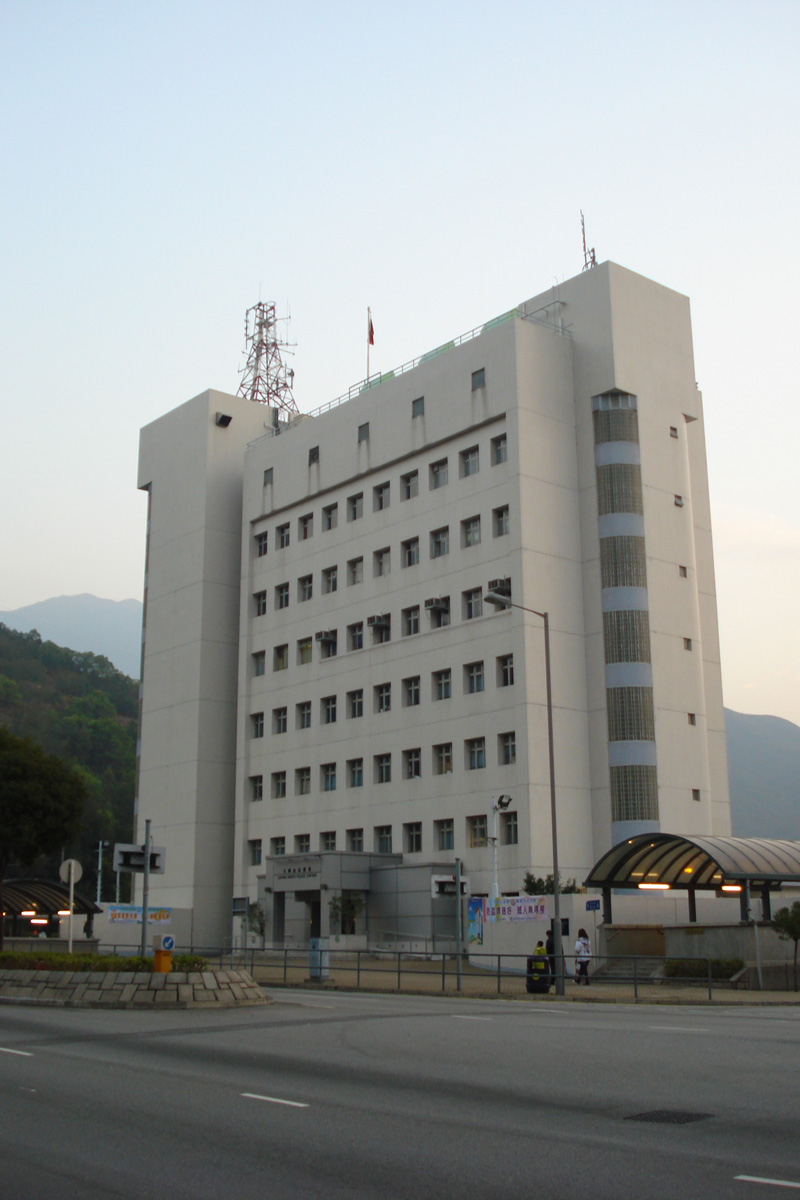
大嶼山北警署
- 機場警署
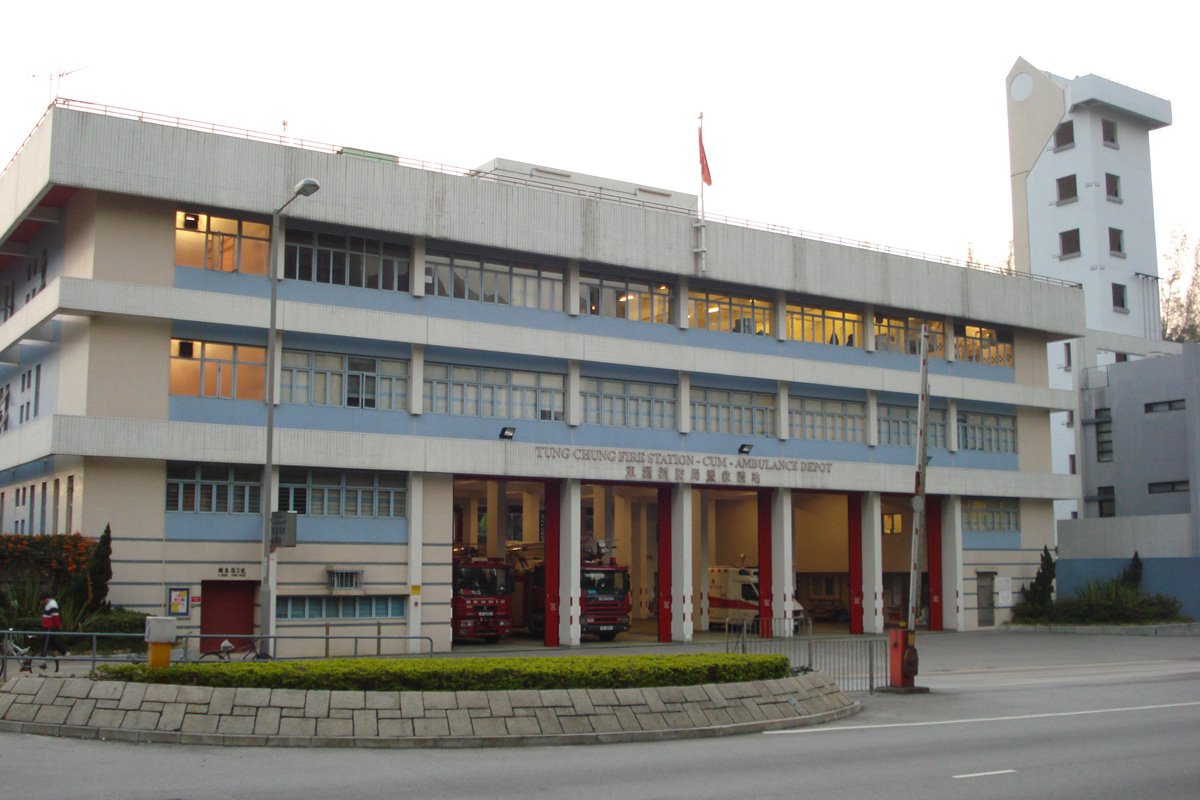
機場消防局暨救護站
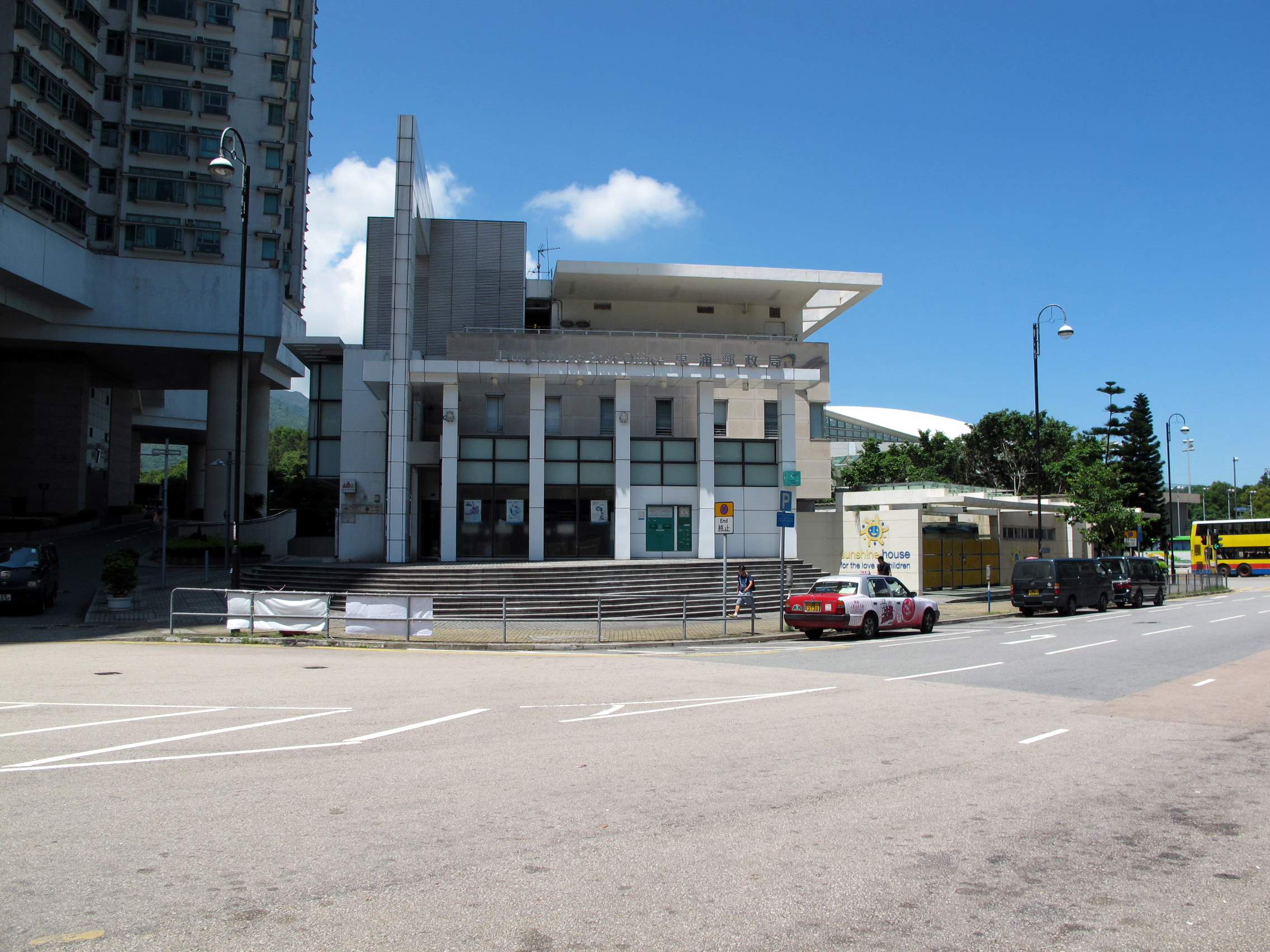
東涌消防局暨救護站
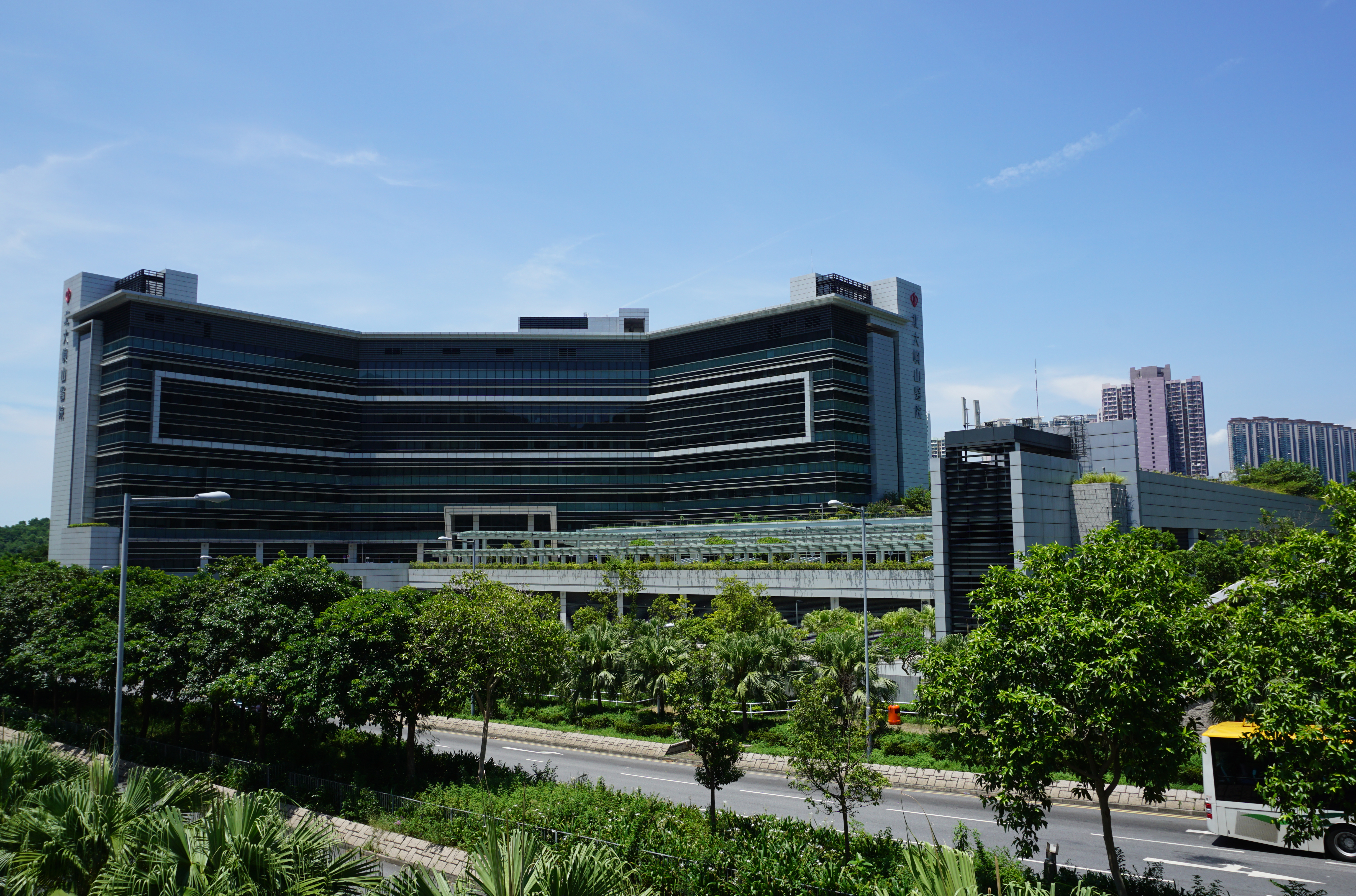
北大嶼山醫院
- 東涌郵政局
- 東涌就業中心

- 大嶼山北警署
- 東涌消防局暨救護站
- 東涌郵政局
- 北大嶼山醫院

## 區議會議席分佈
自1999年東涌新市鎮獨立成為一個區議會選區起，東涌舊碼頭(馬灣涌)一帶維持劃入大嶼山選區。而為方便比較，以下列表會以整個東涌為範圍。
| 範圍／年度                                                               | 2000-2003      | 2004-2007      | 2008-2011              | 2012-2015              | 2016-2019          |            |
| ------------------------------------------------------------------------ | -------------- | -------------- | ---------------------- | ---------------------- | ------------------ | ---------- |
| 東涌舊碼頭（馬灣涌）一帶                                                 | 大嶼山選區     | 大嶼山選區     | 大嶼山選區             | 大嶼山選區             | 大嶼山選區         |            |
| 逸東邨、滿東邨                                                           | 大嶼山選區     | 逸東選區       | 逸東邨北及逸東邨南選區 | 逸東邨北及逸東邨南選區 | 逸東邨北及滿逸選區 |            |
| 文東路沿線(包括映灣園及藍天海岸)及東涌海濱路沿線(包括昇薈、東環及迎東邨) | 東涌新市鎮選區 | 東涌新市鎮選區 | 東涌北選區             | 東涌北選區             | 東涌北選區         | 東涌北選區 |
| 東堤灣畔、富東邨及裕東苑                                                 | 東涌新市鎮選區 | 東涌新市鎮選區 | 東涌南選區             | 東涌南選區             | 東涌南選區         |            |

註：以上主要範圍尚有其他細微分別，請參閱有關區議會選舉選區分界地圖。